# Fehér cápa
A fehér cápa (Carcharodon carcharias) a porcos halak (Chondrichthyes) osztályának heringcápa-alakúak (Lamniformes) rendjébe, ezen belül a heringcápafélék (Lamnidae) családjába tartozó Carcharodon porcos halnem egyetlen élő faja és egyben a típusfaja is. Az embereket ért támadásai miatt ragadványneve a „fehér halál”.
A legmagasabban fejlett húsevő cápák közé tartozik, legelső képviselői körülbelül 16 millió évvel ezelőtt, a miocén időszak végén jelentek meg a Csendes-óceán északkeleti területén. A fehér cápa a legnagyobb, ragadozó életmódot folytató porcos hal, és a Földön ezt tekintik az emberre nézve a legveszélyesebb cápafajnak.
A Föld összes óceánjában megtalálható, és elsősorban a part menti részeket kedveli. Főleg a méretéről híres. A fajon belül, a nemek között jelentős nemi kétalakúság van; a legnagyobbak egyes kifejlett nőstények, amelyek elérhetik a 610 centiméteres hosszúságot és az 1905–2268 kilogrammos testtömeget. Azonban az átlagos fehér cápa ennél kisebb, a hím általában 335-396 cm, míg a nőstény 457-488 cm. Egy 2014-ben végzett kutatás szerint élettartama akár 70 év is lehet; ez jóval több, mint azt korábban gondolták. Ezzel az élettartammal a legidősebb kort megélő porcos halak rekordere volt, amíg fel nem fedezték, hogy a grönlandi cápa 400 évet is élhet, amivel a gerincesek között is megdöntötte a csúcsot. A 2014-es kutatásból kiderült az is, hogy a hím körülbelül 26, míg a nőstény 33 évesen válik ivaréretté. Nagy mérete ellenére viszonylag gyors, hiszen rövid távon akár 56 km/h sebességgel is tud úszni.
A kardszárnyú delfinen (Orcinus orca) kívül – az embert nem számítva – a fehér cápának nincs más természetes ellensége. Az eddigi ismeretek szerint, manapság a szóban forgó cápa a legnagyobb ragadozóhal és a tengerben élő emlősök a táplálékállatának számítanak. A tengeri emlősökön kívül halakkal és madarakkal is táplálkozik. A Carcharodon cápanem utolsó életben maradt képviselője, melyet a Természetvédelmi Világszövetség (IUCN) világszerte sebezhető fajnak minősít, továbbá a Washingtoni egyezmény (CITES) 2. listájában, a veszélyeztetett fajokról szólón is szerepel.
Peter Benchley Cápa (Jaws ) című regényében, amelyből Steven Spielberg rendezésében forgatott híres film, a A cápa (Jaws) készült, ezt az állatot „vérszomjas emberevőként” mutatták be. Az ember azonban nem jellemző táplálékforrása, bár ennek némileg ellentmond, hogy a nem provokált cápatámadások többségéért a fehér cápa a felelős, és az embert ért cápatámadásokban is a legtöbbször ez a cápafaj az érintett.

## Neve

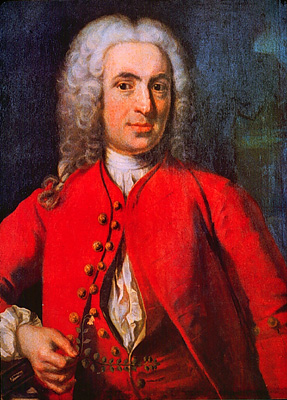
Carl von Linné, aki elsőként írta le, illetve nevezte meg ezt a cápát

A fehér cápát először 1758-ban Carl von Linné svéd természettudós, orvos és botanikus írta le, illetve nevezte meg. Leírását a „Systema Naturae” című enciklopédiájába foglalta bele. A porcos halat Squalus carcharias-ként ismertette meg a nagyvilággal. 1833-ban Sir Andrew Smith skót sebész, felfedező és zoológus, megalkotta e cápafaj mai tudományos nemi szintű nevét, a Carcharodon-t; ezt azután 1873-ban meg is erősítették. A mai tudományos neve e két híres biológus taxonjainak összevonásából született meg. A Carcharodon, összetett szó, mely a görög nyelvből ered: karcharos = „éles” vagy „fűrészes”, míg odous = „fog”.

## Ősei és fosszíliái

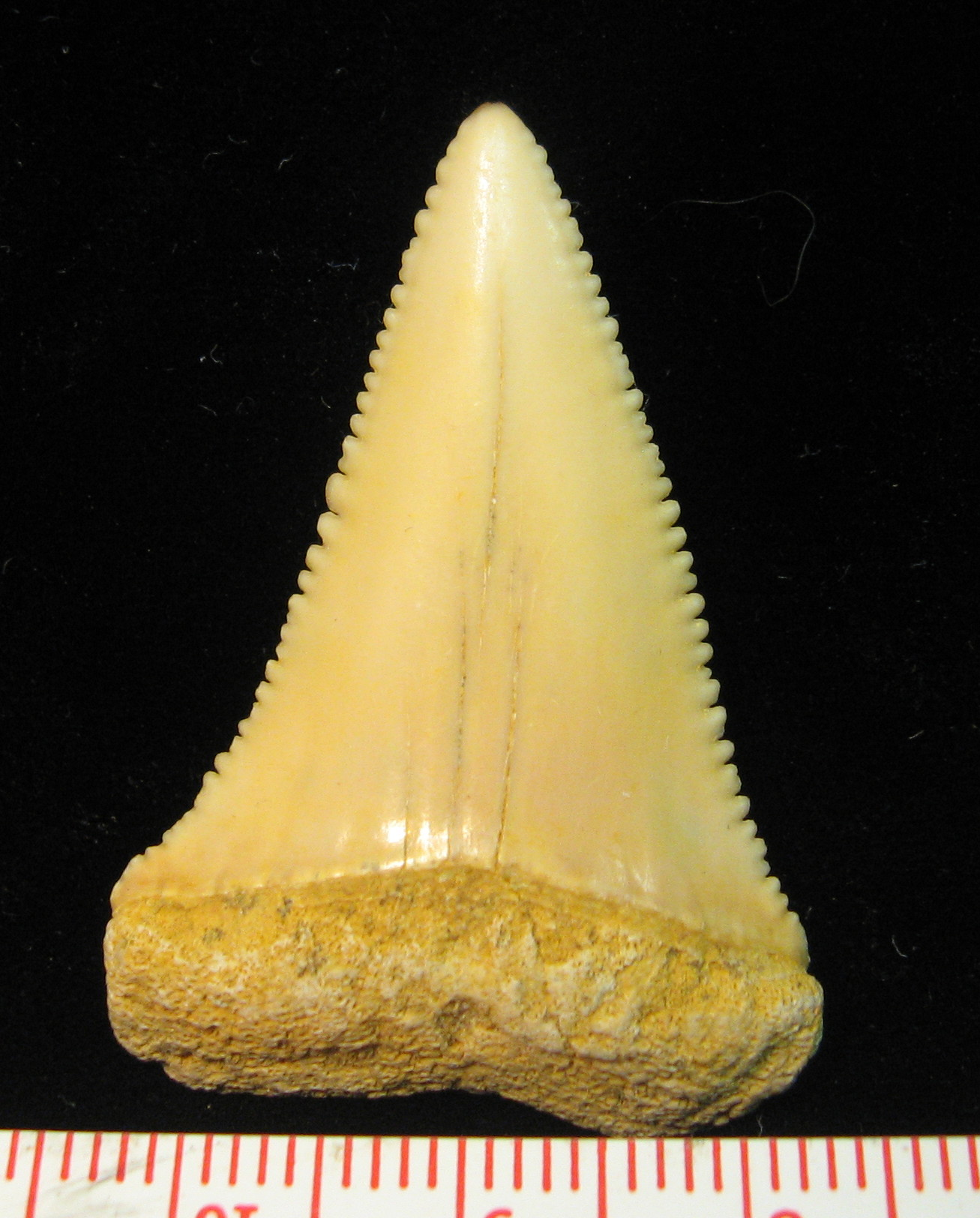
A faj 4 centiméteres, miocén kori megkövesedett foga

A kövületek szerint a fehér cápa mint önálló faj a miocén kor közepén jelent meg, körülbelül 16 millió évvel ezelőtt. A cápa családfája azonban még vitatott. Az eredeti elméletek szerint a fehér cápának és a ma már fosszilis állapotban lévő, hatalmas méretű óriásfogú cápának (O. megalodon) közös őse volt. Az O. megalodon fogai első ránézésre nagyon hasonlítanak a fehér cápa fogaira; a különbséget a méret teszi. Bár a porcos csontváz nem kövesedik meg, a hatalmas fogakból ítélve a kihalt cápa háromszor nagyobb volt, mint a modern fehér cápa; egyes becslések szerint 14,2–16 méter lehetett.
A két cápafaj hatalmas mérete, valamint a fogak hasonlósága miatt a kutatók sokáig úgy vélték, hogy közeli rokon fajokról van szó, emiatt a megalodon fajt a Carcharodon nembe helyezték. Azonban az újabb feltételezések szerint e két cápa nem közeli rokona egymásnak, bár a fosszilis faj még mindig a heringcápafélék közé van sorolva. A fehér cápa inkább közelebbi rokonságban áll a makócápákkal és főleg azoknak egyik fosszilis rokonával, a Cosmopolitodus hastalisszal. Ezt az elméletet alátámasztja egy 1988-ban felfedezett teljes állkapocs, melyen 222 fog ült, továbbá 45 darab csigolya; ezek a kövületek egy kihalt átmeneti fajhoz, az úgynevezett Carcharodon hubbellihez tartoznak. A felfedezésről készült leírást 2012. november 14-én tették közzé.
Az új elmélet szerint az óriás C. megalodon nem is Carcharodon-faj, hanem Otodus, azaz porcos halnem, amely magába foglalja a többi óriásfogú cápát is. Az Otodus-cápaágnak az első képviselője az Otodus obliquus lehetett.

## Előfordulása

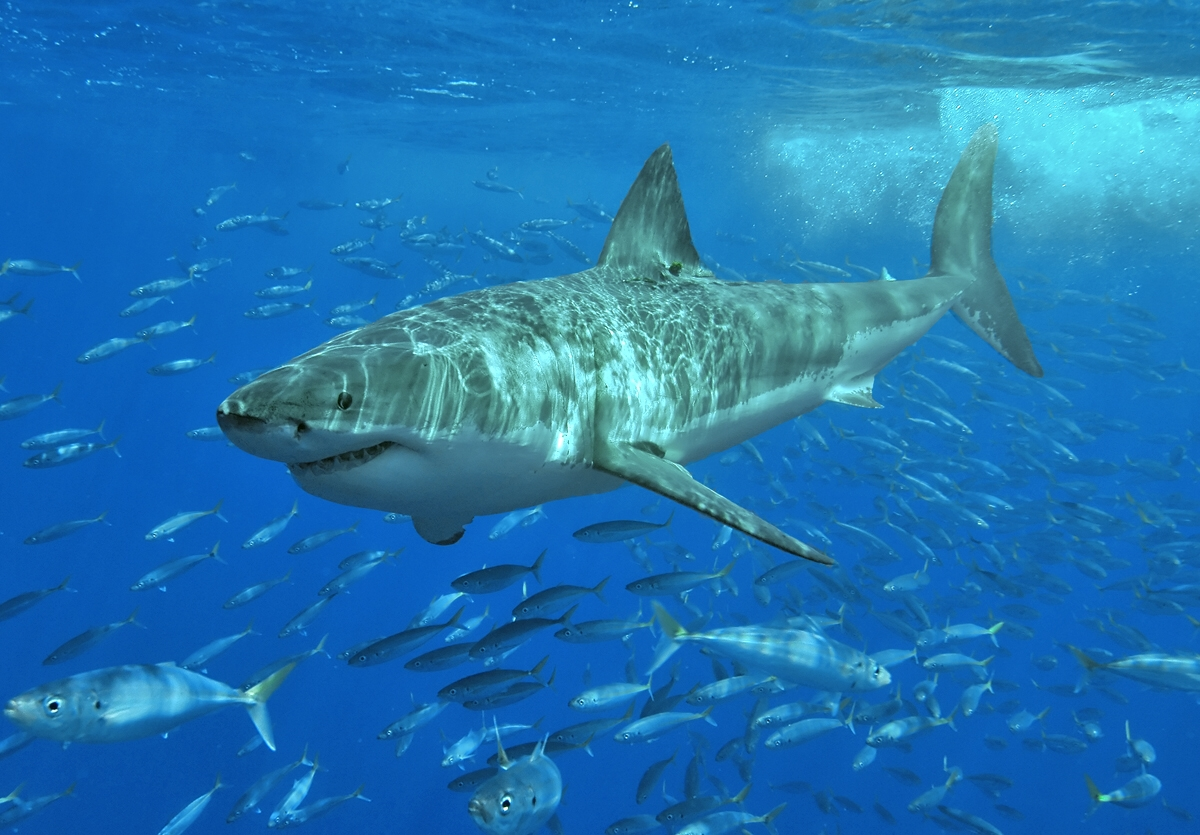
Guadalupe közelében lefényképezett példány

A fehér cápa minden olyan part menti és partközeli vízben előfordul, melynek hőmérséklete 12-24 ℃ között van. A világállományának legtöbb példánya a következő térségekben lelhető fel: az Amerikai Egyesült Államok északkeleti partjai mentén, Kaliforniánál, a Dél-afrikai Köztársaságnál, Japánnál, Óceániában, Chilénél és a Földközi-tengerben. Talán a legsűrűbben látogatott előfordulási helyük a Dél-afrikai Köztársasághoz tartozó Gansbaainál van, ahol a fehér cápákhoz kötődő tudományos vizsgálatok többsége folyik.
Egy kutatás azt fedezte fel, hogy a Kalifornia környékén élő fehér cápák elvándorolnak a Kaliforniai-félsziget és Hawaii közti térségre, amely a „Fehér Cápa Kávézó” (White Shark Café ) nevet kapta. Egy évben legalább száz napot töltenek itt, mielőtt visszaindulnak az észak-amerikai partok felé. A vándorlás során a cápák lassan úsznak, és akár 900 méter mélyre is lemerülnek. Amikor megérkeznek a „kávézóba”, viselkedésük megváltozik; rövid, maximum tízperces merüléseket tesznek körülbelül 300 méteres mélységbe. Nagy utakat is megtesznek, például a Dél-afrikai Köztársaság vizeiben egy jeladóval felszerelt példány egy év alatt elúszott Ausztrália déli partjáig és vissza Afrikába. Egy másik példány, melyet szintén a Dél-afrikai Köztársaság vizeiben láttak el jeladóval, Ausztrália északnyugati partjáig úszott, aztán pedig vissza; ez az állat kevesebb mint kilenc hónap alatt 20 ezer kilométert tett meg.
Ezek a megfigyelések megdöntötték azt a hagyományos véleményt, mely szerint a fehér cápa területtartó, part menti ragadozó, és a különböző állományai között csak ritkák az érintkezések. Az újabb megfigyelések ellenére még most sem lehet tudni, hogy miért vándorolnak ezek a cápák és hogy az érkezési helyeken pontosan mit is csinálnak. Feltételezhető, hogy az ilyen nagy vándorlás az évszakos táplálkozásról vagy esetleg a párkeresésről szól.

## Megjelenése

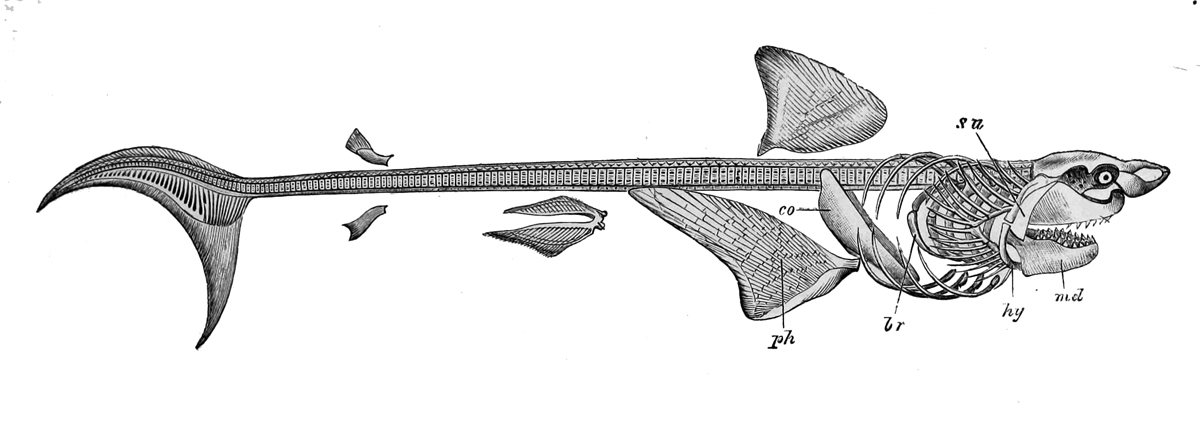
Régi rajz a csontvázáról

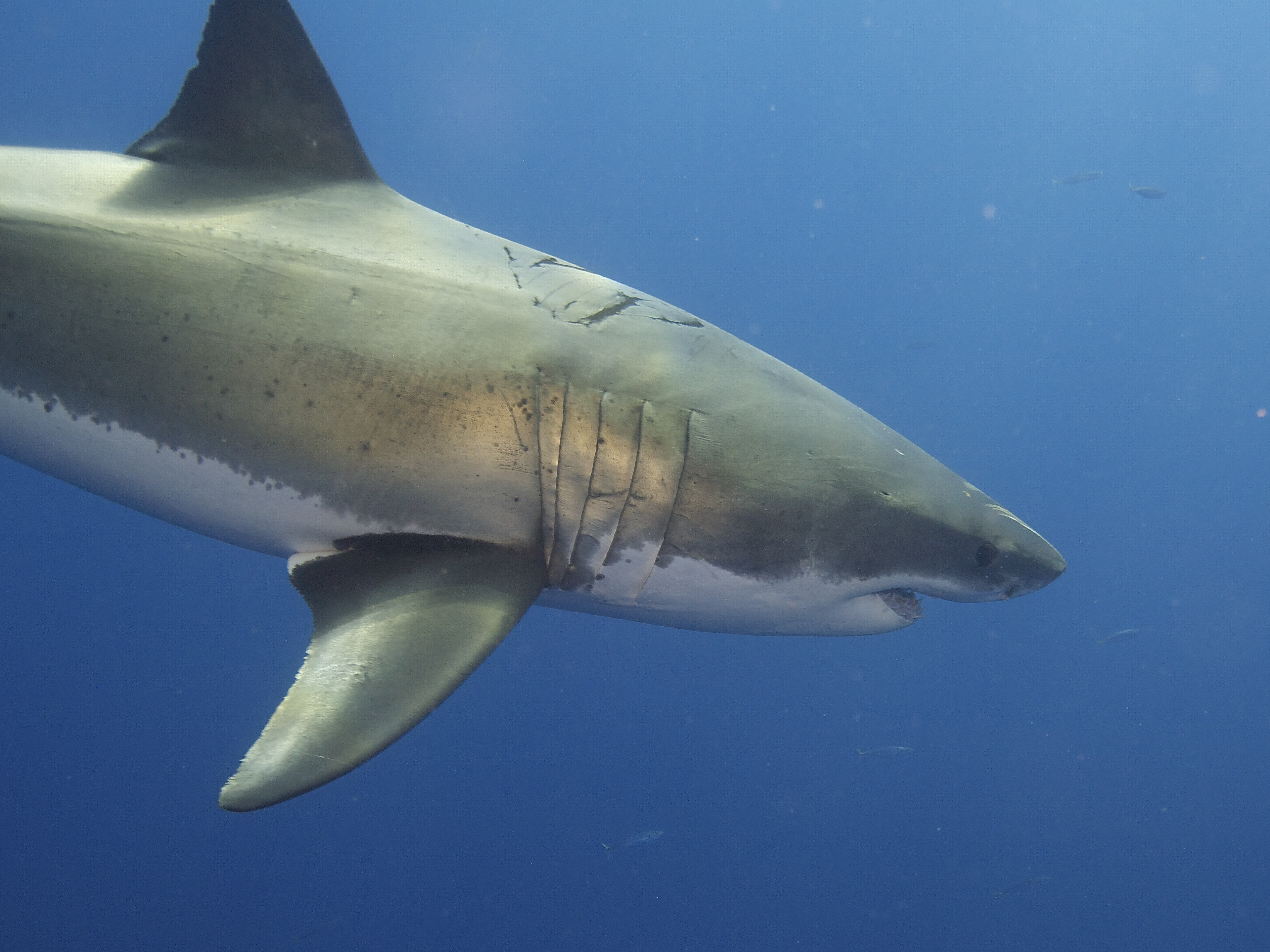
A fehér hasi része, amelyről a nevét kapta, ez jól elüt a sötét háti résztől

Ennek a porcos halnak nagy, tompa, kúp alakú orra van, és a szemei feltűnően feketék. A farokúszójának a felső és az alsó nyúlványa majdnem ugyanolyan méretű; ez jellemző a többi heringcápafélére is. Egyértelműen felismerhető arányos testéről, magas elülső hátúszójáról és nagy, holdsarló alakú farokúszójáról; a második hátúszója kicsi és a faroktő közelében helyezkedik el. Háti része sötétebb színű, általában barnás vagy kékes árnyalatú, míg alsó, hasi része fehér, innen kapta nevét. Ezek a tónusok kiválóan segítik a cápát, hogy mind a víz felszíne felől, mind a fenék felől bele tudjon olvadni környezetébe. Mellúszóinak a hátsó tövében fekete foltok láthatók; a végüknek alsó fele szintén fekete színű. Az akár 6,4 centiméter hosszúra megnövő, háromszögletű fogainak szegélye csipkézett, ezért rendkívül jól meg tudják ragadni és aprítani a zsákmányt.
Mint mindegyik cápaféle, a fehér cápa is képes pótolni elvesztett vagy letört fogait, amelyek a szalagfűrész elve szerint képződnek és helyezkednek el az állkapocsban, amíg szükség nem lesz rájuk a pótláshoz (ez az úgynevezett „revolverfogsor”). Amikor a cápa elveszíti egy fogát, rövid idő alatt újabb nő ki helyette. Mikor ráharap valamire, akkor a fejével heves oldalmozgásokat végez, így kiszakít zsákmányából egy darabot. Bőre sok ezer apró, éles fogaspikkelyel fedett, ami előre simítva a dörzspapírhoz hasonló, viszont fordítva, elölről hátra simítva bársonyos tapintású. Mindegyik pikkelykének három éles oldala van, és ezek fedik egymást.

### Mérete
Testmérete változó; a faj nőstényei nagyobbra nőnek a hímeknél – a hím általában 335–396 centiméter közötti, míg a nőstény átlagos hossza 457–488 centiméter között van. A kifejlett példány átlagos testtömege 520–770 kilogramm, bár egy-egy nőstény elérheti a 680, vagy akár az 1110 kilogrammot is. A legnagyobb lemért nőstény 610 centiméteres és 1905, vagy talán 2268 kilogrammos lehetett. A faj maximális mérete még manapság is vita tárgya, mivel egyes beszámolók nyers becsléseken és megkérdőjelezhető spekulációkon alapszanak.
A ma élő porcos halak közül a fehér cápánál csak a cetcápa (Rhincodon typus), az óriáscápa (Cetorhinus maximus), az óriásszájú cápa (Megachasma pelagios) és az atlanti ördögrája (Mobula birostris) nagyobb és nehezebb – ebben a sorrendben. Ezek az óriások azonban békés és nyugodt természetűek, apró élőlények vízből való kiszűrésével táplálkoznak. Emiatt a negyedik legnagyobb porcos hal, azaz a szóban forgó cápa a Föld legnagyobb húsevő hala. Születésekor 120 centiméter hosszú, és évente körülbelül 25 centimétert nő.
John Ernest Randall szerint a legnagyobb, pontosan megmért fehér cápa 6 méter hosszú volt; ezt a példányt a nyugat-ausztráliai Ledge Pointnál fogták ki 1987-ben. Egy másik hasonló méretű nőstényt a Kanadai Cápakutatási Központ dolgozói jegyezték fel; ezt a nőstényt 1988 augusztusában, a Prince Edward-szigeten lévő Alberton közelében, a Szent Lőrinc-öbölből David McKendrick fogta ki. Ez a példány 610 centiméteres volt. Azonban korábbi beszámolók szerint, melyeket egyes kutatók valósnak vélnek, ezeknél nagyobb fehér cápák is éltek. 1945-ben Kuba vizeiből egy 6,4 méter hosszú és 3324 kilogramm testtömegű példány került elő. Azonban későbbi vizsgálatok bebizonyították, hogy ez a példány csak 490 centiméteres volt, mint egy átlagos nagytestű fehér cápa. Hivatalosan a megerősítetlenek közé sorolják, de meglehet, hogy az abszolút rekorder európai, hiszen a Földközi-tenger vizéből került elő a Máltához tartozó Filfla szigete mellett, 1987. április 17-én. Az Alfred Cutajar tonhalhalász által fogott példány teljes testhossza 7 méter 13 centiméter volt.
A legnagyobb fehér cápát – melyet a Nemzetközi Sporthorgász Szövetség (az International Game Fish Association, IGFA ) elismer – 1959-ben fogták ki Ausztrália déli partjai mentén; a halász Alf Dean volt. A mérések szerint ez az egyed 1208 kilogrammot nyomott. Az évek során több és ennél nagyobb példány is emberkézre került, azonban az IGFA csak akkor fogadja el hivatalosan, ha szabályos horgászat során fogták ki őket.

### Környezetéhez történő alkalmazkodása
A fehér cápának, éppúgy, mint az összes többi cápának is, van egy különleges érzékelő szerve, melyet Lorenzini-ampulláknak neveznek. Ezek az ampullák olyan érzékszervek, melyek segítségével egyes halak (főleg a cápák és ráják) más élőlények által kibocsátott elektromos mezőket tudják érzékelni. A szóban forgó cápa érzékelése annyira kifinomult, hogy egy voltnak a félmilliárdnyi változását is megérzi. Ez a tulajdonság képessé teszi, hogy a közelében levő, mozdulatlan zsákmányának akár a szívverését is észrevegye. Másféle halaknál is vannak ilyen érzékszervek, azonban azoknál kevésbé érzékenyek ennyire, és ampulláik inkább az oldalvonaluk mentén helyezkednek el.

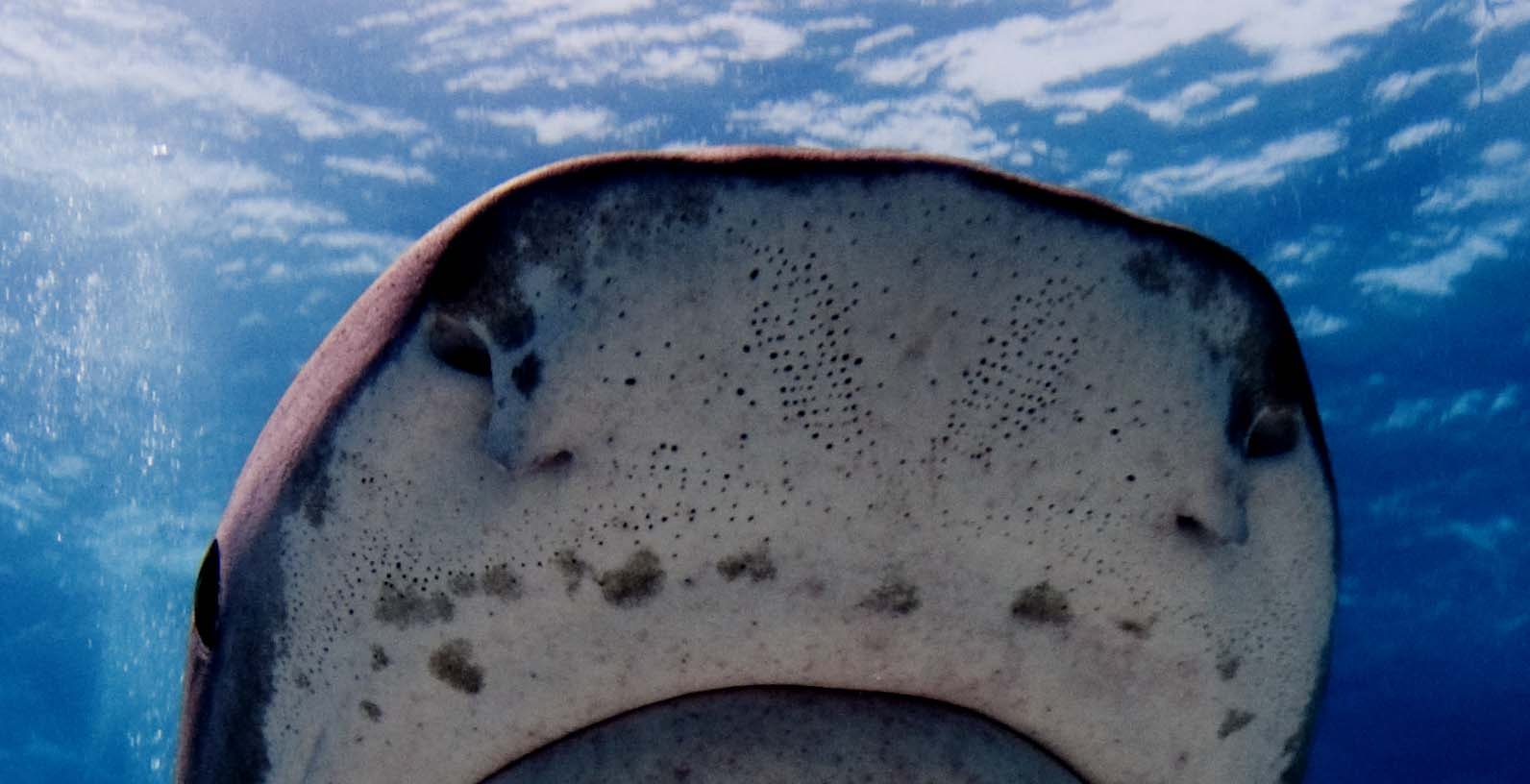
A fekete pontok az úgynevezett Lorenzini-ampullák, melyek segítségével az élőlények által kibocsátott elektromos jeleket érzékeli. A képen a tigriscápa (Galeocerdo cuvier) látható, azonban a fehér cápáé is nagyon hasonló

Mint családjának többi tagja, a fehér cápa is képes testmeleget előállítani. A vörös izmok anyagcseréje által létrehozott hőt speciális véredényrendszer tárolja. Ezt a véredényrendszert, az úgynevezett „csodálatos hálót” – latinul: retia mirabiliának (egyes számban: rete mirabile) nevezik. Ez a véredényrendszer igen jól hasznosítja a testmeleget, és egyes testrészeket képes melegebben tartani a többinél. A fehér cápának több ilyen rete mirabile rendszere van: az egyik a fejében, amely az agyát és a szemeit látja el, a másik az oldalain található, ez az úszóizmokat táplálja, és a harmadik rendszer a belső szerveket, beleértve a veséket is melegíti. E porcos halnak ez a tulajdonsága a testhőmérsékletét – főleg a gyomrát – akár 14 °C-kal is magasabban tartja, mint a környező víz hőmérséklete. Azonban a szív és a kopoltyúk hőmérséklete megegyezik a környező vízével. A fehér cápa emiatt ál-melegvérűnek számít; azaz a melegvérűsége nem olyan, mint az emlősöknél és a madaraknál – tehát nem állandó. Mivel a környező víznél magasabbra tudja emelni a testhőmérsékletét, gyorsabb és ügyesebb mozgásokra képes, amikor olyan fürge zsákmányra vadászik, mint például az oroszlánfóka. Amikor az egyik táplálkozóhelyről a másikra vándorol, akkor a cápa a májában levő zsírok és olajok fogyasztására hagyatkozik. A két táplálkozó hely között ugyanis megeshet, hogy nem talál magának élelmet.
A Stanford Egyetem és a Monterey-öböl Akvárium (Monterey Bay Aquarium ) közös kutatása, melynek jelentését 2013. július 17-én adtak ki, a különböző példányok vándorlási szokásait elemezve azt vizsgálta meg, hogy a májukban levő zsírok és olajok feldolgozásának üteme mit befolyásol. Mivel nincs úszóhólyagja, a fehér cápa lebegő képességét tulajdonképpen a májműködése segíti. A jól táplált példányok esetében májuk az egész test tömegének negyedrészét is kiteheti. Ha egy cápa gyorsabban fogyasztja el a májában tárolt zsírokat, akkor könnyebben és többször merülhet a mélybe, míg a zsírt lassabb ütemben fogyasztó példány vándorlásának nagyobb részét a felszín közelében tölti.
Látása a kutatások szerint igen jó, és ezzel magyarázzák, hogy a fehér cápa az egyetlen cápafaj, amely gyakran teljes egészében kidugja fejét a vízből, hogy „szétnézzen” akár a felszínen is. Kopoltyúfedője nincs, emiatt más, nyílt vízi cápafajhoz hasonlóan állandóan úsznia kell, hogy az oxigénáramoltatást kopoltyúin keresztül biztosítsa. Szemeit a sérülésektől egy harmadik szemhéj, az átlátszó pislogóhártya védi.

### Harapásának ereje
2007-ben, az ausztráliai Sydney székhelyű Új-Dél-Wales Egyetem (University of New South Wales ) kutatói komputertomográfia alá vették egy fehér cápa koponyáját, és számítógépes programok és modellek segítségével megpróbálták meghatározni a szóban forgó porcos hal maximális harapásának erősségét. Ez a kutatás a cápa táplálkozási szokásait, harapáserősségét és a koponya működését vizsgálta. 2008-ban a Stephen Wroe által vezetett tudóscsapat kutatása azt állapította meg, hogy egy 3324 kilogrammos példánynak – a legnagyobb feltételezett fehér cápának – körülbelül 18 216 newton erejű lehet a harapása.

## Életmódja
Idejének legnagyobb részét a legfelső vízrétegben tölti, általában zsákmányállatainak közelében, amik oroszlánfókák, medvefókák, cetek, más cápák és nagyobb csontos halak lehetnek. A nyílt óceánon is előfordulhat, de 1200 méteres mélységben is észlelték már. Az ilyen megfigyelések alapján kérdőjelezik meg azt, hogy a fehér cápa kizárólag csak partlakó lenne. Életmódjára jellemző még, hogy általában magányos és állandóan mozgásban van.

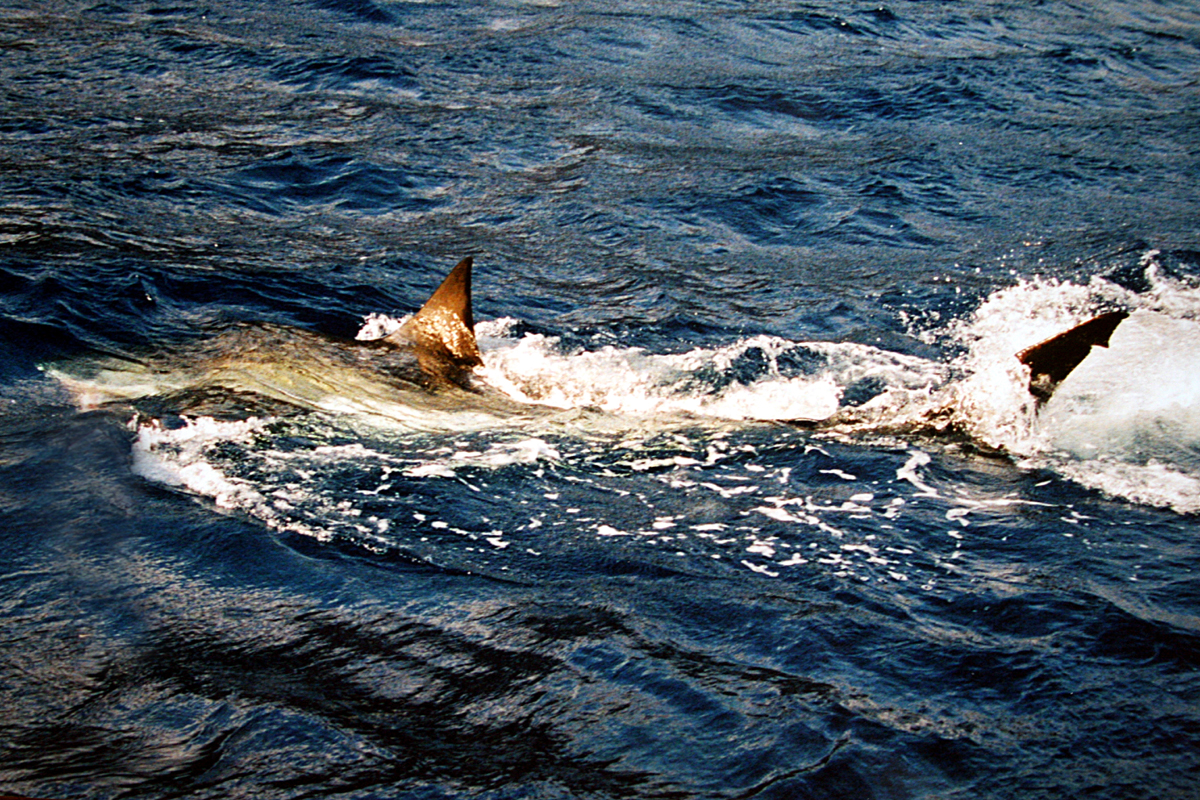
Vándorlás közben sokszor a felszín közelében úszik

Viselkedése és társadalmi struktúrája nem, vagy csak alig ismert. A Dél-afrikai Köztársaság vizeiben vizsgált cápák között dominanciai ranglétrát figyeltek meg a kutatók, ami méreten, nemen és érkezési elsőbbségen alapszik. Például a nőstény előnyt élvez a hímmel szemben, szintén így van a különböző méretűeknél is, ahol a kisebb elsőbbséget kell adjon a nagyobbnak, továbbá a helybéli példány nagyobb magabiztosságot élvez az odavándorolt egyeddel szemben. Vadászatkor és táplálkozáskor a ranglétrát és a nézeteltéréseket egymás méregetésével oldják meg, csak igen ritkán kerül sor tényleges összetűzésre köztük, bár néha azért ez is előfordulhat, bizonyíték erre a saját fajtárstól elszenvedett harapásnyomok. Amikor egy fehér cápa egy másikhoz túlságosan közel úszik, akkor az utóbbi figyelmeztető jelleggel megharapja a betolakodót. Az sem zárható ki teljesen, hogy a fehér cápák megverekednek a felsőbbrendűségért.
Úszás közben időnként kidugja fejét a vízből, hogy kémlelje a vízfelszínt, és ez a tulajdonság csak kevés cápafajra jellemző. De ezt a viselkedést megfigyelték még a feketeúszójú szirticápánál (Carcharhinus melanopterus) is. Másik feltételezés szerint a cápák azért emelik ki a fejüket a vízből, hogy jobban érezzék a szagokat – a szag, illat jobban, gyorsabban terjed a levegőben, mint a vízben. A fehér cápa kíváncsi természetű és magas intelligenciaszintű állat, hiszen fajtársaival kapcsolatfelvételre képes. A Seal Islandnél a kutatók megfigyelték, amint a fehér cápák 2–6 fős „klánokba” gyűltek össze, és minden évben együtt tették meg vándorútjaikat. Nem ismert, hogy a „klántagok” rokonok-e, azonban láthatóan békésen viszonyulnak egymáshoz. Feltételezések szerint a fehér cápa klán farkasfalka módjára viselkedik, ahol mindegyik tagnak megvan a maga szerepe, és vezetőjük egy alfa-példány. Amikor két különböző klánbeli egyed találkozik, a felsőbbség kérdését általában egymás mustrálásával döntik el a már leírt szempontok szerint.

### Táplálkozása

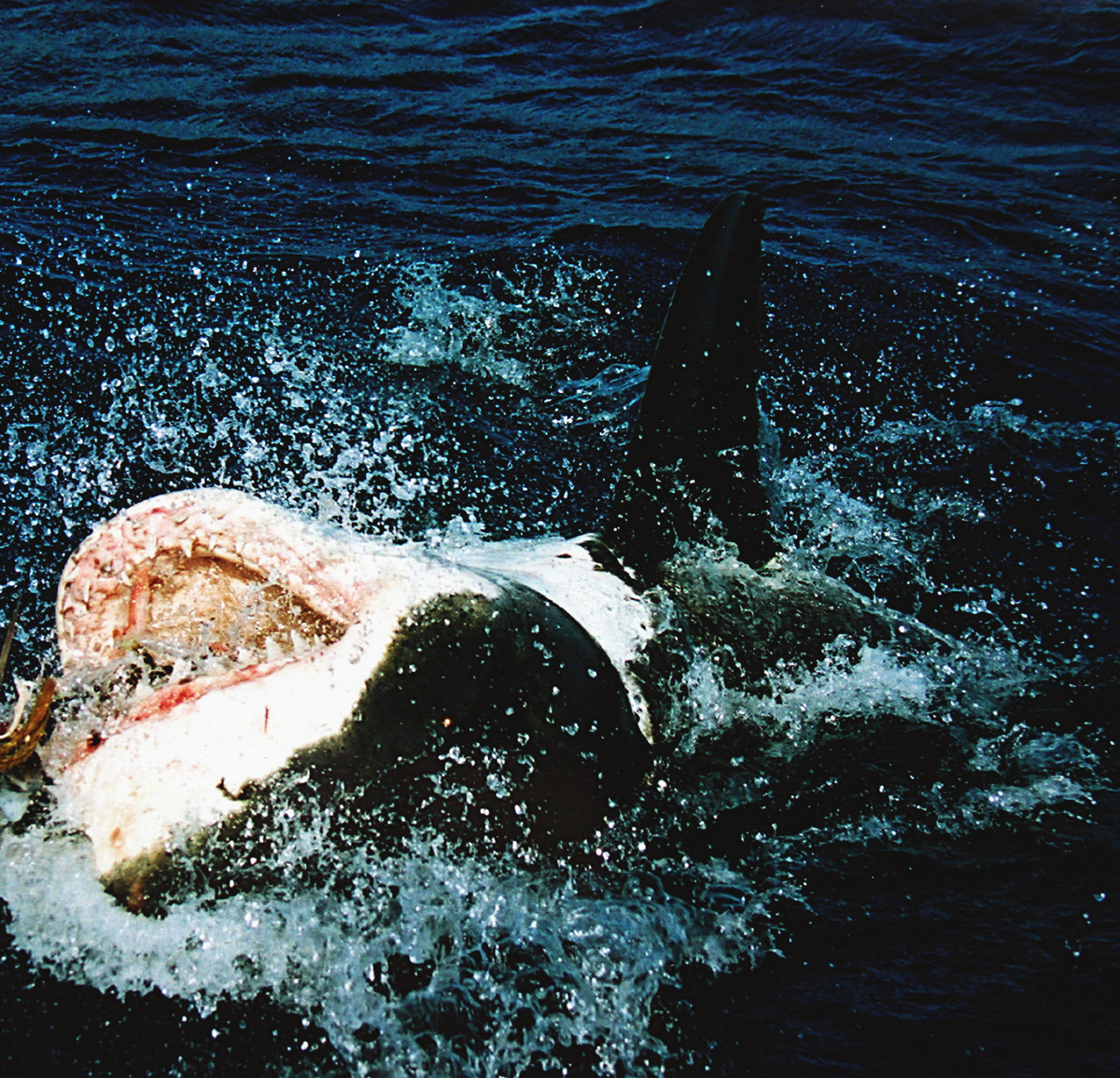
Tonhalcsalit elkapó példány. Támadáskor állkapcsai előreugranak

A fehér cápa főleg ragadozó életmódot folytat, azonban opportunista dögevő is lehet. Zsákmányállatai lehetnek: halak (tonhalak, ráják, egyéb cápák), cetek (delfinfélék, disznódelfinfélék, bálnák – ez utóbbinál inkább borjak és elpusztult példányok), úszólábúak (fókafélék, fülesfókafélék), tengeri teknősök, tengeri vidrák (Enhydra lutris) (Kaliforniában a cápaharapások, főleg a fehér cápa támadásai okozzák a tengerividra-pusztulások 10 százalékát; emiatt a vidrapopuláció nem tud északabbra terjedni) és tengeri madarak. Veszélyt jelent számára a környezetszennyezés, mivel különböző tárgyakat, akár olyan a tengerbe került hulladékot is lenyelhet, melyeket nem tud megemészteni. A kis és a fiatal fehér cápa elsősorban halakkal, főleg kisebb porcos halakkal táplálkozik, egészen addig, amíg el nem éri a 3 méteres hosszúságot, mivel ekkor még az állkapcsai nem ásványosodnak és keményednek, ezért ezek túl gyengék ahhoz, hogy tengeri emlőst ejthessen el. Kora előrehaladtával változik az étrendje, és amikor megközelíti a 4 méteres hosszúságot, táplálékának legnagyobb részét már a tengeri emlősök teszik ki. Nem mindegyik fehér cápának ugyanaz az étrendje, egyedenként különböző zsákmányállatok vadászatára specializálódhatnak. Opportunista táplálkozó, vagyis ha lehetősége adódik, mindig a legkönnyebb és legdúsabb zsákmányt választja, még ha az egy romlott húsú, döglött állat is. Táplálékforrásként az energiadús zsírokat kedveli. Egy kísérlet során Peter Klimley cápaszakértő, a Dél-Farallon-szigeteknél a hajója után egy fókát, egy birkát és egy disznót vontatott; a környékbeli fehér cápák mindhárom csalidögre rátámadtak, azonban a birkát nem ették meg.
Kalifornia vizeiben a szóban forgó cápafaj úgy vadászik az északi elefántfókára (Mirounga angustirostris), hogy annak nagyot harap a hátsó részébe – ez a testrész az állat mozgásáért felelős –, ezután pedig a cápa kivárja, míg áldozata elvérzik. Ezt a vadászati módszert főleg a kifejlett hím elefántfókák esetében alkalmazza, mivel ez a zsákmányállat általában nehezebb nála – átlagos testtömege 1500–2000 kilogramm között van –, és a még élő példány védekezése veszélyt hordozhat a támadónak is. Emiatt az elefántfóka kolóniákban főleg a kölykök jelentik a fehér cápa céláldozatát. Támadás közben általában a mélyből közelít, de például a borjúfókát (Phoca vitulina) a vízfelszínen kapja el, azután leviszi a mélybe, amíg az meg nem fullad. Aztán ugyanott, a mélyben fogyasztja el áldozatát. A kaliforniai oroszlánfókára (Zalophus californianus) szintén a mélyből támad; az oroszlánfóka testének közepe tájékát megragadja, majd leviszi a mélybe, és ott fogyasztja el az áldozatát.
Kisebb ceteket, mint például a delfineket és disznódelfineket alulról, hátulról vagy oldalról is megtámadhat, attól függően, hogyan tudja kijátszani azok hanglokátor-rendszerét. E két cetcsoportból főleg a sötét delfinre (Lagenorhynchus obscurus), a Risso-delfinre (Grampus griseus), a Tursiops-fajokra, a Sousa-fajokra, a barna delfinre (Phocoena phocoena) és a Dall-disznódelfinre (Phocoenoides dalli) vadászik. Ha a delfinek csapatban vannak és időben észreveszik támadójukat, akkor sikeresen tudnak védekezni ellene; sőt vissza is támadhatnak a cápa ellen. Az előbb felsorolt ceteken kívül, a fehér cápa más kisebb cetfajt is zsákmányol. 1989 augusztusában, Kalifornia partjaira egy 180 centiméteres fiatal kis ámbráscet (Kogia breviceps) hím vetődött ki, melynek a faroktövén fehér cápa harapás volt. Néha a nagytestű csőröscetfélék (Ziphiidae) is szerepelnek az étlapján. Beszámolók érkeztek, amint felnőtt, körülbelül 1000 kilogrammos Stejneger-féle csőröscet (Mesoplodon stejnegeri), valamint fiatal, körülbelül 3 méteres Cuvier-féle csőröscet (Ziphius cavirostris) is estek áldozatul ennek a cápafajnak. Amikor tengeri teknősökre vadászik, egyszerűen átharapja a hüllő páncélját valamelyik úszója tájékán, hogy így tegye mozgásképtelenné áldozatát. A Föld legnagyobbra növő csontos halát, a holdhalat (Mola mola) is megtalálták már a felboncolt fehér cápák gyomrában.
A Dél-afrikai Köztársasághoz tartozó Seal Island közelében, az úgynevezett False Baynél, a dél-afrikai medvefókák (Arctocephalus pusillus) a fő zsákmányállatai, amelyeket szintén testük közepe tájékán ragad meg. Ilyenkor olyan gyorsan ront rá áldozatára, hogy az egész teste – a medvefókával a szájában – kirepülhet a vízből. A támadás során a cápa sebességét 40 km/h-ra becsülik. Ha az első próbálkozása sikertelen, akkor megpróbálja követni elszalasztott áldozatát. A támadások többsége általában a vízfelszín közelében történik. A fehér cápa főleg reggel indul portyázni, körülbelül 2 órával a napfelkelte után, amikor is a mélyebb vizekben a látási viszonyok még nem annyira jók. Ennek oka, hogy a reggeli két órában a zsákmányszerzés sikeressége nagyobb körülbelül 55%-os, majd a nappal előrehaladtával a siker esélye romlik 40% körülire, és ezután már jellemzően felhagy a vadászattal, és a nap további részében már nem próbálkozik.

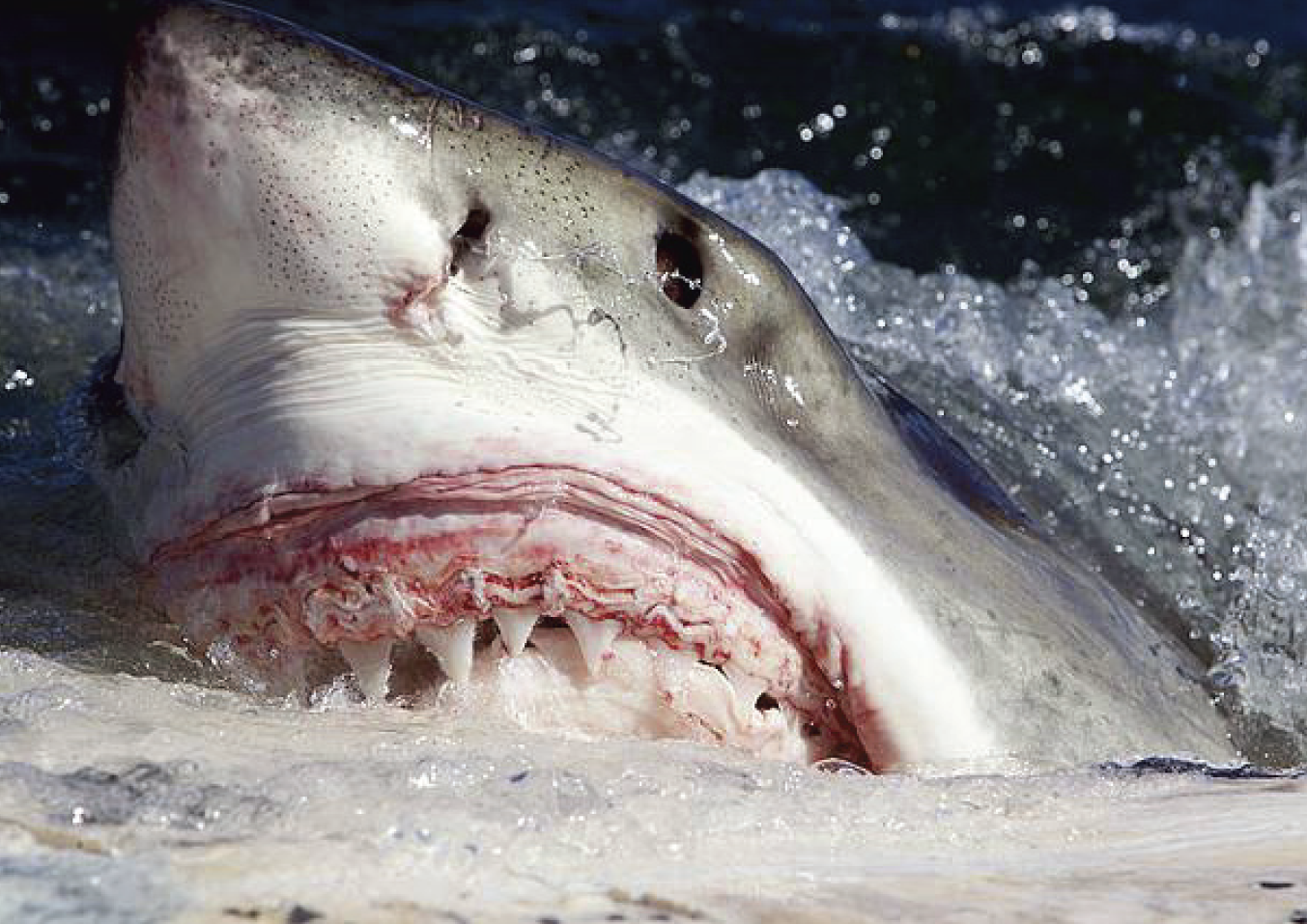
Bálnatetemből táplálkozó fehér cápa

Az óriásbálna tetemek szintén fontos szerepet játszanak az étlapján, azonban e tengeri emlősökből történő fehér cápa lakomákat ritkán lehet a kutatóknak megfigyelni, mivel a bálnák általában nem az ember közelségében pusztulnak el. Becslések szerint 30 kilogramm bálnazsír egy 4,5 méteres fehér cápát másfél hónapig eltart. 2000 és 2010 között pontos megfigyelések születtek False Bay-ben, négy elhunyt bálnából történő táplálkozásról. Megfigyelték, hogy a fehér cápákat az erős szelek hordozta, elbomló bálnatetemek szaga vonzotta a döghöz. A cápák legelőször a bálnák farktövének és farkúszójának fogtak neki, aztán lassan megkerülve a tetemeket a szájtájékból is táplálkoztak; csak ezek után fogtak neki a testet borító vastag hájrétegnek. Táplálkozás közben a fehér cápa megemeli az orrhegyét. Az állkapcsok hatalmas csapdaként mozdulnak előre, és összecsapódnak a táplálék felett. Ezt követően a cápa 15–20 másodpercen keresztül, a fejét ide-oda rángatva, mint egy szeletelő kés, kitép egy darab húst vagy bálnazsírt a tetemből. Nagyobb méretű préda esetén egy nagy cápánál ez a darab akár 60–70 kilogrammos is lehet. A kitépett darabot rágás nélkül, egészben nyeli le. Azt is megfigyelték, amint a fehér cápa lenyelt darabokat öklendezett vissza, de utána máris egy másikat falt; ezt valószínűleg azért tette, mert az előbbi darabnak nem volt elég nagy tápértéke, és vélhetően feleslegesen terhelte volna a gyomrát. Több órás táplálkozás után a fehér cápa letargikussá válik és a mélyebb vizekbe vonul vissza. Egy-egy bálna tetemnél akár nyolc példány is összegyűlik, sokuk meghaladhatja az 5 méteres hosszúságot is. A bálnatetemeknél nem mutatnak agresszív viselkedést egymással szemben, sőt ha bőséges a táplálékkínálat, az egész viselkedésük és úszási szokásaik is megváltoznak; átmenetileg nyugodtabb természetűekké válnak. Mivel a döglött bálnák köré óriás példányok is gyűlnek, a kutatók feltételezik, hogy ezek az ideiglenes táplálkozó helyek e cápafaj párkeresésében is szerepet játszanak; hiszen ilyenkor összegyűlnek az általában magányos fehér cápák.
Bálnatetemekből táplálkozó fehér cápák társaságában tigriscápákat (Galeocerdo cuvier) is megfigyeltek már. Azzal hogy felfalja az elpusztult állatok tetemeit, a tengerek és óceánok tisztaságáért sokat tesz, hiszen a foszló dögök fészkeik a betegségeknek és a különböző élősködőknek. Felboncolt fehér cápák gyomrában egyaránt találtak fiatal és felnőtt cetcápa (Rhincodon typus) maradványokat; azonban még nem lehet tudni, hogy a világ legnagyobb cápájára a szóban forgó porcos hal vadászott is, vagy csak elpusztult példányokból táplálkozott.

### Vízelhagyásai
A vízelhagyás alatt azt kell érteni, amikor a fehér cápa nagy sebességgel részben vagy egészen kiszökken a vízből. Ezt a viselkedést akkor lehet a legjobban megfigyelni, amikor a medvefókákra vadászik. A Dél-afrikai Köztársasághoz tartozó Seal Island közelében, az úgynevezett False Bayél rendszeres ez a jelenség. Mivel sohasem lehet tudni, hogy a cápa hol fog felbukkanni, elég nehéz ezt megfigyelni. Hogy a jelenséget le tudják fényképezni, Chris Fallows és Rob Lawrence a hajójuk után mesterséges fókacsalit vontatott. A fókacsali bevált, mivel április és szeptember között körülbelül 600 vízelhagyást vettek lencsevégre. Ilyenkor a fehér cápa a mélyből a felszín közelében úszó medvefókára támad körülbelül 40 km/h sebességgel, és akár 3 méter magasságba is felugrik, siker esetén szájában a medvefókával együtt. Megfigyelések alapján azt lehet mondani, kevesebb mint 50%-a volt sikeres ezeknek a támadásoknak. 2001-ben egy 3 méteres példány a hétfős kutatóhajóba ugrott be, a Seal Island közelében lévő Mossel Baynél. A kutatócsapat állományszámlálást végzett szardíniacsali segítségével. A hajóba ugrott cápa nem az emberre támadt, hanem elszámolta magát, és így került a fedélzetre.

### Természetes ellenségei

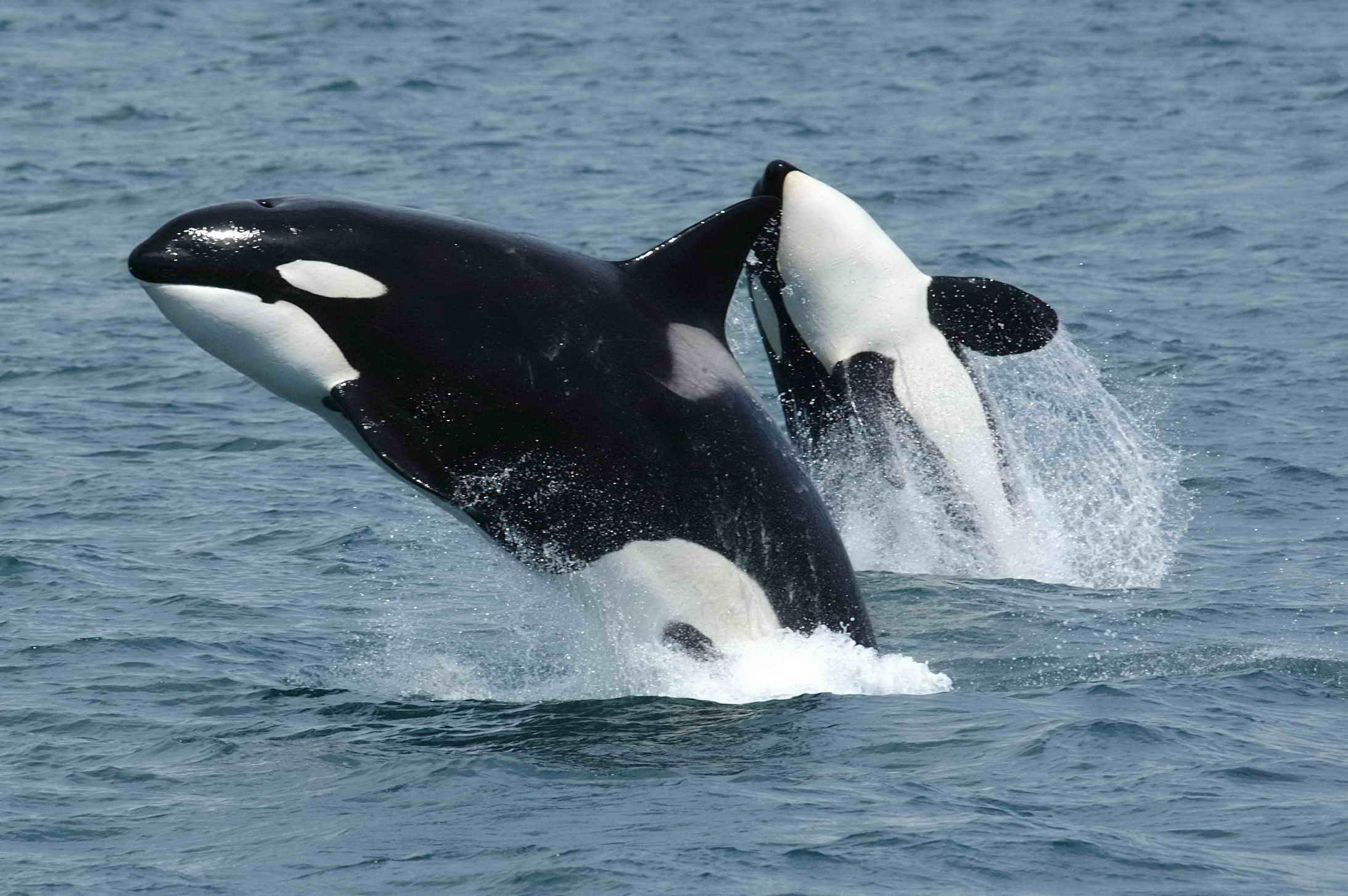
Az emberen kívül csak a kardszárnyú delfin a másik gerinces, ami veszélyes lehet a fehér cápára

A kardszárnyú delfin és a fehér cápa valós méretét összehasonlító rajz

A fehér cápa és a kardszárnyú delfin között létrejöhet fajközi versengés olyan helyeken, ahol mindkét faj ugyanarra a zsákmányállatfajra vadászik. A jellemzően csapatban élő és vadászó kardszárnyú delfin jóval nagyobb méretű és erősebb felépítésű a fehér cápánál. 1997. október 4-én az egyesült államokbeli Kaliforniához tartozó Farallon-szigeteknél egy 4,7–5,3 méteresre becsült kardszárnyú delfin nőstény elkapott egy 3–4 méteresre becsült fehér cápát. A delfin hátára fordította a cápát, hogy annál beinduljon a tonikus merevség (tonic immobility). A cet körülbelül 15 percig tartotta így a cápát, amíg az meg nem fulladt. Ezután a kardszárnyú delfin megette a fehér cápa máját. A kutatók feltételezik, hogy az elpusztított fehér cápa szaga elrettentette fajtársait a környékről, emiatt akkor a kardszárnyú delfinek többet nem fogtak ilyen cápát. Állítólag egy másik ilyen eset is történt 2000-ben, azonban az esemény végkimenetele nem ismert. A támadások után a helybéli fehércápa-állomány, ami körülbelül 100 egyedből állhatott, teljesen eltűnt a környékről. A 2000-ben történt támadáskor egy jeladóval felszerelt cápa azonnal 500 méter mélyre úszott, és a mélyben Hawaii felé vette az útját. 2015-ben, Dél-Ausztráliából olyan beszámoló érkezett, miszerint egy kardszárnyú delfin csapat fehér cápát fogott el.

#### Élősködői
Habár a gerincesek közül a fehér cápával kizárólag a kardszárnyú delfin táplálkozik, a szóban forgó heringcápafélének annál több apró élősködője van. A külső élősködői a következő evezőlábú rákok (Copepoda): Achtheinus oblongus, Alebion carchariae, Anthosoma crassum, Dinemoura latifolia, Dinemoura producta, Echthrogaleus coleoptratus, Echthrogaleus denticulatus, Nemesis lamna, Nemesis robusta, Nesippus orientalis, Pandarus bicolor, Pandarus cranchii, Pandarus floridanus, Pandarus satyrus, Pandarus sinuatus, Pandarus smithii és Perissopus dentatus. A belső ismert élősködője a galandférgek (Cestoda) közé sorolt Clistobothrium carcharodoni.

## Szaporodása
Szaporodásáról keveset lehet tudni. Amint fentebb olvasható, meglehet, hogy a párosodások az elhullott bálnák közelében létrejött nagy lakomák alkalmával történnek meg. Korábban úgy vélték, hogy az ivarérettséget körülbelül 15 éves korukban érik el, de manapság tudják, hogy ez jóval később következik be; a hímnél 26, míg a nősténynél 33 évesen. Szintén korábban úgy vélték, hogy legfeljebb valamivel több mint 30 évig élnek, azonban az újabb kutatások szerint – melyeket a Woods Hole Óceanográfiai Intézet (Woods Hole Oceanographic Institution ) végzett – akár 70 évig is élhetnek. A csigolya növekedési gyűrűinek számlálása szerint a hím legfeljebb 73, míg a nőstény legfeljebb 40 évig él. Mivel a fehér cápa igen lassan nő, későn éri el az ivarérettséget és kevés utódnak ad életet, ezért a túlhalászás és a környezeti változások igen erősen érintik.
A párzási szokásairól a tudomány szinte semmit sem tud. Fehér cápa ellését soha nem látta még ember, azonban vemhes példányokat vizsgáltak már kutatók. A hímnek, mint a legtöbb cápafajnak, két nemi szerve van, de csak egyet tud használni egy időben. Mint családjának többi tagja, a fehér cápa is ál-elevenszülő, vagyis utódai a méhében kelnek ki, ezután pedig tojásevőkké válnak, azaz az anyaállat méhében levő kis cápák felfalják kevésbé fejlett testvéreiket és a meg nem termékenyített petéket. A vemhesség első felében az anyaállat rengeteg kis, meg nem termékenyített petét termel, amelyeket a méhébe juttat.
A vemhesség 9–10 hónapig tart, és 2–6 ivadékot hoznak világra. A vemhesség első hónapjában a kölyköknek már jól kifejlett állkapcsaik vannak. Az ellések többsége tavasszal és nyáron történik. Az észak-csendes-óceáni állományok feltételezhetően a Kaliforniai-öbölben szaporodnak; ezt alátámasztják a halászok beszámolói, akik azt állítják, hogy ilyen cápák kerültek a hálóikba, továbbá fehér cápa fogak találhatók a szemétlerakóiknál.

## A fehér cápa és az ember

### Védelme

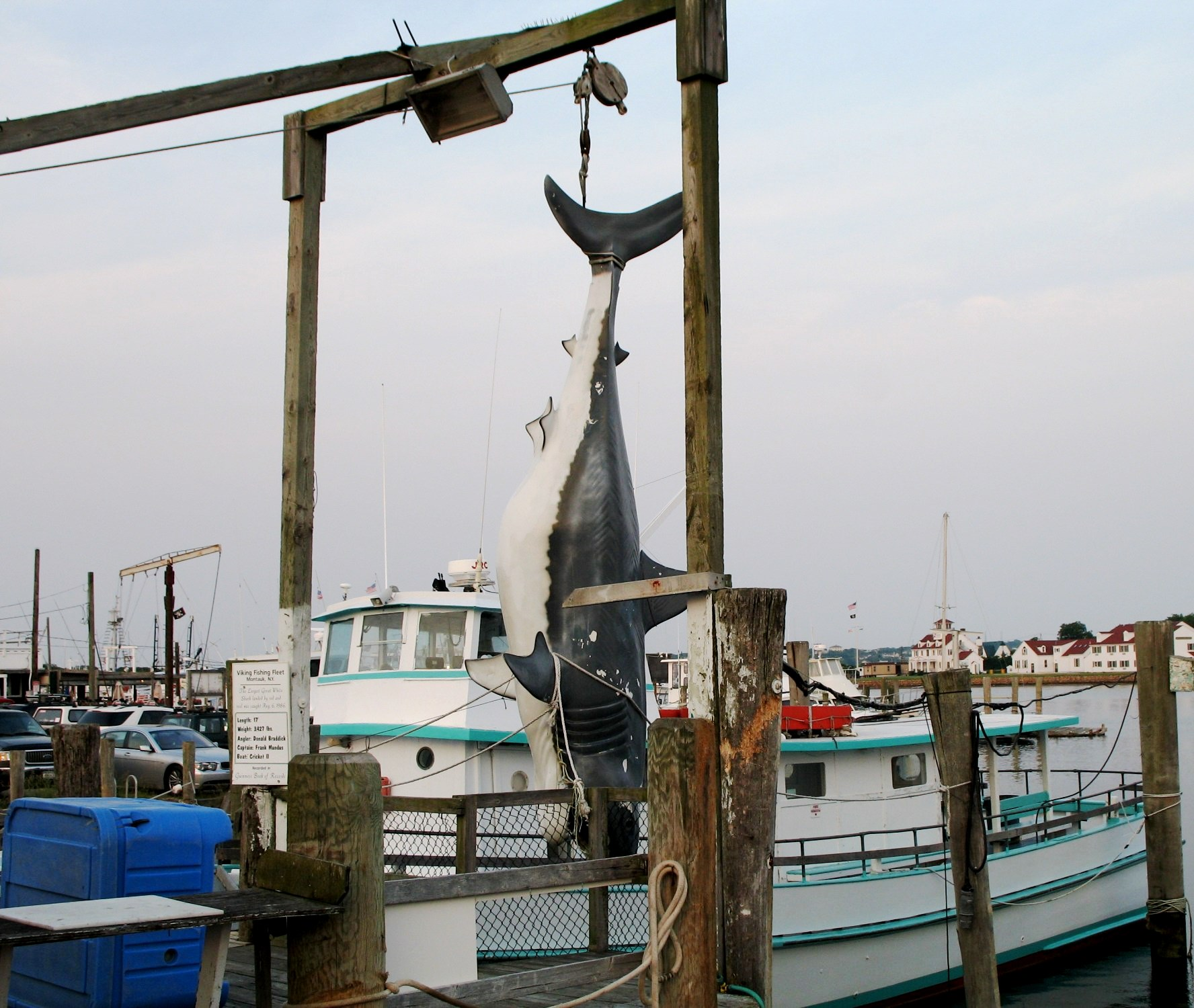
Egy óriásméretű kifogott példány másolata

Nem ismert, hogy miként és milyen mértékben érintette a fehér cápát a halászata az 1970-es évektől napjainkig. Még manapság sem ismert ennek a cápafajnak a világszintű állománya, de feltételezhetően sebezhető fajnak lehet tekinteni. Mivel egy adott fehér cápa születése és ivarérettsége között igen hosszú idő van, meglehet, hogy számos kifogott példány sohasem szaporodott, tehát nem hagyott utánpótlást maga után, ami megnehezíti e faj létszámának helyreállását.

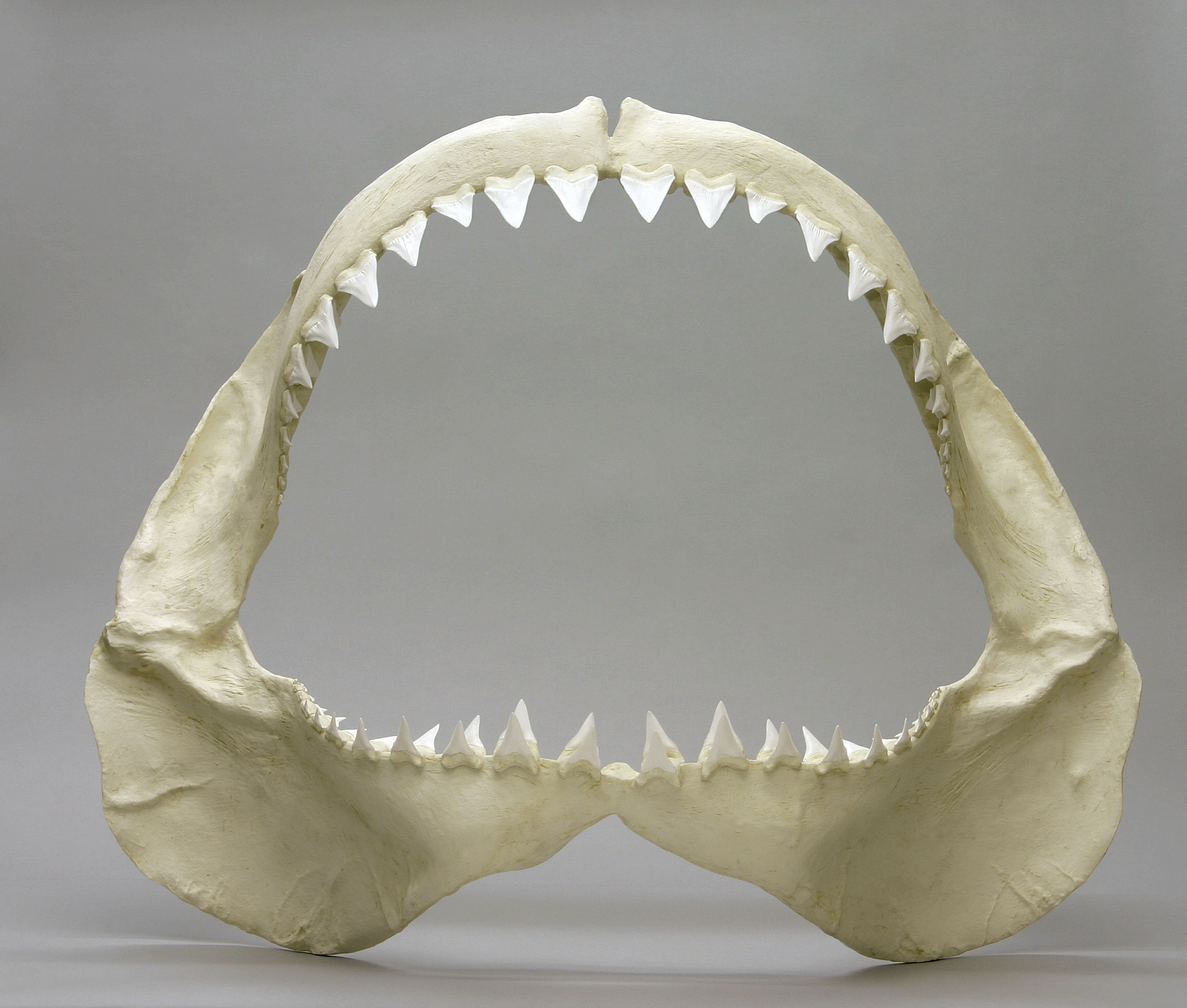
Gyakran csak az állkapcsáért és az uszonyaiért fogják ki

A Természetvédelmi Világszövetség (IUCN) is csak keveset tud a fehér cápa világszintű állományáról, azonban megjegyzi, hogy kevésbé gyakori, mint más kozmopolita cápafajok, emiatt sebezhetőnek véli. Ez a cápafaj rajta van a Washingtoni egyezmény (CITES) veszélyeztetett fajokról szóló 2. listáján; ennek értelmében a fehér cápa nemzetközi kereskedelméhez különleges engedély kell. 2010 márciusában a fajt feljegyezték a bonni egyezmény (Convention on the Conservation of Migratory Species of Wild Animals, CMS) vándorló cápákról szóló határozatának (Memorandum of Understanding on the Conservation of Migratory Sharks) első számú ajánlatába; ebben nagyobb mértékű nemzetközi közreműködést és további kutatásokat sürgetnek. 2010 februárjában a Stanford Egyetem (Stanford University, teljes nevén Leland Stanford Junior University) egyik kutatója, Barbara Block becslései szerint, a fehér cápa világszintű állománya kevesebb mint 3500 példány; ez az állomány körülbelül akkora, mint a tigrisé (Panthera tigris), de mivel a cápát még mindig halásszák, a gyorsabb kihalása is valószínűbb. Egy másik kutatás szerint, melyet a Florida Egyetemhez (University of Florida) tartozó Természettudományi Múzeum (Florida Museum of Natural History, FLMNH ) egyik kutatója, George H. Burgess végzett 2014-ben, Kalifornia vizeiben körülbelül 2000 fehér cápa élne, ez nagyjából tízszer több, mint amit Barbara Block becsült, aki 219 kaliforniai fehér cápát gondolt.
A halászok számos cápát fognak ki állkapcsaik, fogaik és uszonyaik miatt; továbbá a sporthorgászat is célba vette. A fehér cápának csak ritkán van ipari mértékű halászata, bár a húsa értékesnek számít. A Földközi-tengerben a tonhalhalászok időnként kifogják ezt a fajt, és csillagos cápaként (Mustelus mustelus) árusítják.

#### Ausztráliában
1999-ben az ausztrál kormány sebezhető fajnak nyilvánította, mivel a helybéli állományai erősen lecsökkentek; most pedig az úgynevezett 1999-es Környezetvédelmi és Biológiai sokféleséget megőrző Határozat (Environment Protection and Biodiversity Conservation Act 1999, EPBC Act) védelmezi. A védelem előtti elhalálozásoknak a legfőbb okai a sporthorgászok fogásai, valamint a partok közelében kifeszített úszók, fürdőzőket védelmező hálók voltak, amikben a cápa elpusztult.
Ausztrália összes állama törvénybe iktatta a fehér cápáról szóló államszövetségi védelmet; így ez a cápa az összes ausztrál vízben védelmet élvez. Ausztrália több tagállama is már az országos védelem előtt betiltotta a fehér cápa halászatát és a testrészeivel való kereskedelmet. Victoria államban a Növény- és Állatvilágot Garantáló Határozat (Flora and Fauna Guarantee Act 1988 ) értelmében fenyegetett fajnak számít, míg Nyugat-Ausztráliában a Vadvilág Megőrzésének 5. Terve (Schedule 5 of the Wildlife Conservation Act ) szerint, a fehér cápa igen ritka és kihalófélben van.
2002-ben az ausztrál kormány fehér cápát megmentő tervezetet hozott létre, amelyben a kormány által feljogosított kutatások és megfigyelések folytatódnak, de szigorították a fehér cápa kereskedelmét és a cápaturizmust. Ezt a tervezetet 2013-ban felújították és átdolgozták az újabb felfedezéseknek és állománybecsléseknek megfelelően. Egy 2012-es kutatás következtében a biológusok rájöttek, hogy az ausztrál vizekben két, genetikailag különböző fehér cápa állomány létezik; a kettőt a Bass-szoros választja el. Ez a felfedezés további regionális védelmi tervezeteket követel.
Az ember által okozott cápa elhalálozások még mindig folytatódnak, főleg a véletlenszerű kifogások miatt, valamint az orvhalászat miatt is. A fürdőzőket védelmező cápahálók is nagy károkat okoznak e fajnak. Az ausztráliai fehér cápa állományok továbbra sincsenek biztonságban és a cápapopuláció számának növekedése még messze van.

#### Új-Zélandon

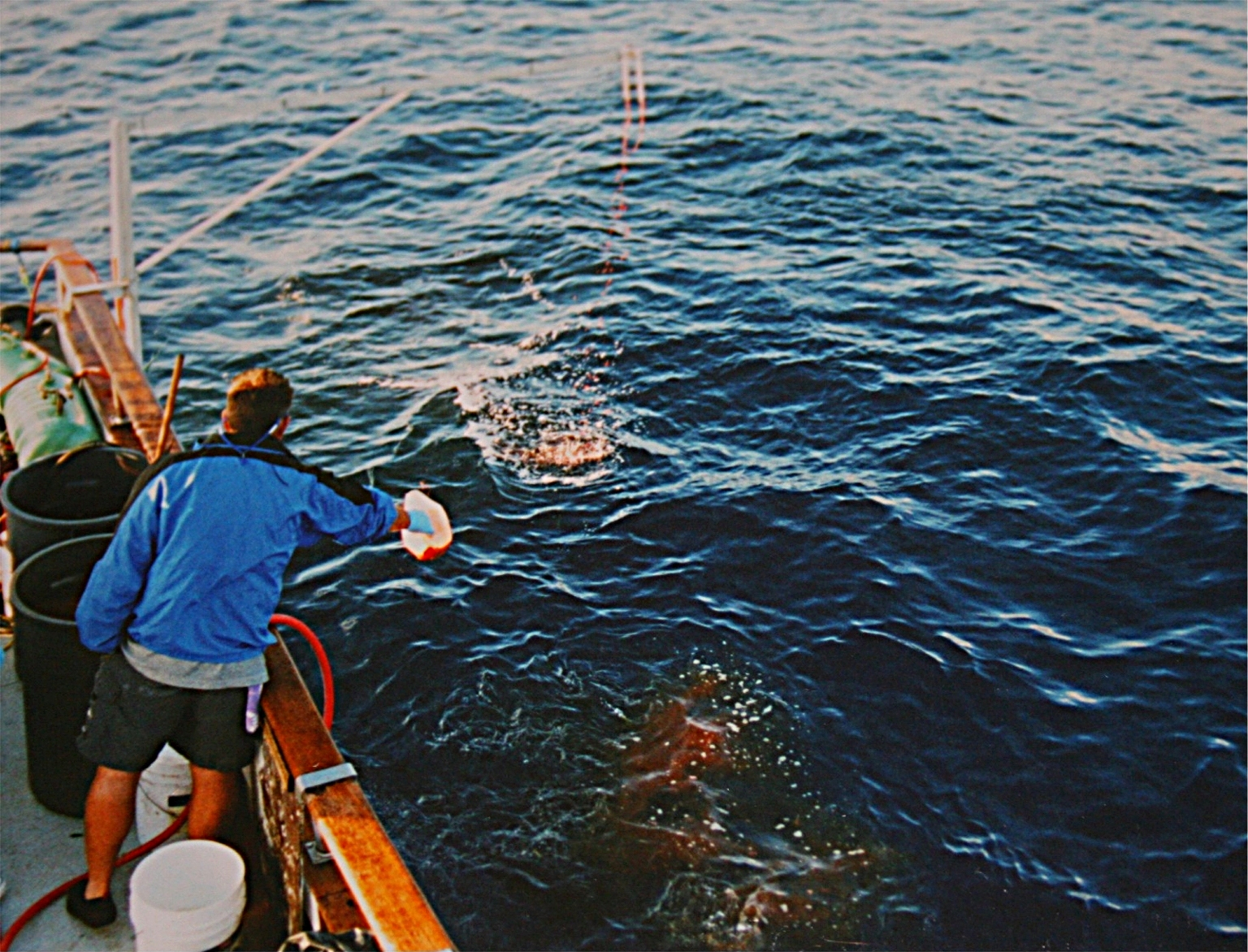
A cápa hajóhoz csalása véres állatmaradványok vízbe szórásával. Massachusettsben ehhez különleges engedély kell

2007 áprilisában Új-Zéland betiltotta a fehér cápa halászatát a parttól 370 kilométeres távolságban, továbbá az összes Új-Zélandon bejegyzett hajónak az e védelmi területen kívül történő halászatot is. A törvény megszegőire 250 000 új-zélandi dolláros pénzbüntetés és hat hónap börtön vár.

#### Észak-Amerikában
2013-ban a fehér cápát feltették a Kaliforniai Veszélyeztetett fajok Határozatának (California's Endangered Species Act) listájára. A kutatók adatai szerint az Észak-Csendes-óceán-i állomány kevesebb mint 340 példányból áll. A kutatások bebizonyították, hogy genetikai különbségek vannak ezek a példányok és a világ más fehér cápái között, mint például az afrikai, ausztráliai vagy éppen az atlanti-óceáni állományok példányai között.
Egy 2014-es kutatás szerint a kaliforniai állományt körülbelül 2400 egyedre becsülték. 2015-ben Massachusetts állam betiltotta – különleges engedélyek hiányában – a fehér cápa halászatát, a ketrecmerüléseket, a hajókkal vontatott csalikat és a hajókhoz való odacsalogatásokat feldarabolt állatok által. Mindezek ugyanis megzavarhatják a fehér cápa vándorlásait. Ez a határozat egyaránt védelmezi a cápát és az embert is.

#### Földközi-tengeren
Az 1960–70-es évekig nem ment ritkaságszámba a nagy fehér cápa észlelése a mediterrán vizeken, de az elmúlt három-négy évtizedben drasztikusan csökkenhetett az állományszámuk, egyes becslések szerint akár 60%-kal is. A legtöbb észlelés Olaszország nyugati partvidékéről, a Tirrén-tenger térségéből származik, de jelentős előfordulási terület a Tunézia és a Szicília közötti rész, a Messinai-szoros, illetve Málta környéke. Sőt az 1970-es évekig az Adriai-tenger északi partvidékén is megfigyelhetőek voltak példányok. Érdekesség, hogy a mediterrán vidék fehér cápáinak vizsgálata azt mutatta, hogy az ausztrál populációval mutatnak rokonságot.

### Támadásai
A világon a legtöbb embert ért cápatámadásért a fehér cápa felel – 2012-ben 272 hivatalos eset –, de alig fordul elő halálos kimenetelű. Ennek ellenére a fehér cápa híre sokkal rosszabb, mint például a második legveszedelmesebb cápafajé, a tigriscápáé, holott ez utóbbi egyedei is sok támadásért felelősek, és a támadásaik között nagyobb arányban fordulnak elő halálosak. Valószínűleg filmbéli ábrázolásai felelősek nagyobbrészt azért, hogy a közvélemény a fehér cápát véli a legveszedelmesebb és ezért legfélelmetesebb cápafajnak, mert a valóságos viselkedésüknél jóval vadabbnak mutatja be őket számos alkotás.
Mind Peter Benchley Cápa (Jaws) című regénye, mind pedig az ebből 1975-ben Steven Spielberg rendezésében készült Cápa (Jaws) „vérszomjas emberevőként” ábrázolja a fehér cápát. Habár a hivatalos feljegyzések szerint a fehér cápa provokálatlanul legalább 74 halálos kimenetelű támadást hajtott végre, mégis kijelenthető, hogy az ember nem része az étrendjének. Az utóbbi kétszáz évben a Földközi-tengerben, feljegyzések szerint 31 fehércápa-támadás történt, de ezek közül a legtöbb nem volt halálos. Úgy tűnik, e támadások többsége csak úgynevezett „próbakóstolgatás” volt. Egyébként ez természetes viselkedése, hiszen efféle próbakóstolgatásokat végez a bójákon, egyéb élettelen, vízen lebegő dolgokon és minden egyéb olyan tárgyon, amellyel még nem találkozott; ugyanígy mivel az ember és a szörfdeszka újdonságok számára, tesztet végez rajtuk, de aztán jellemzően sorsára hagyja áldozatát, és nem falja fel.

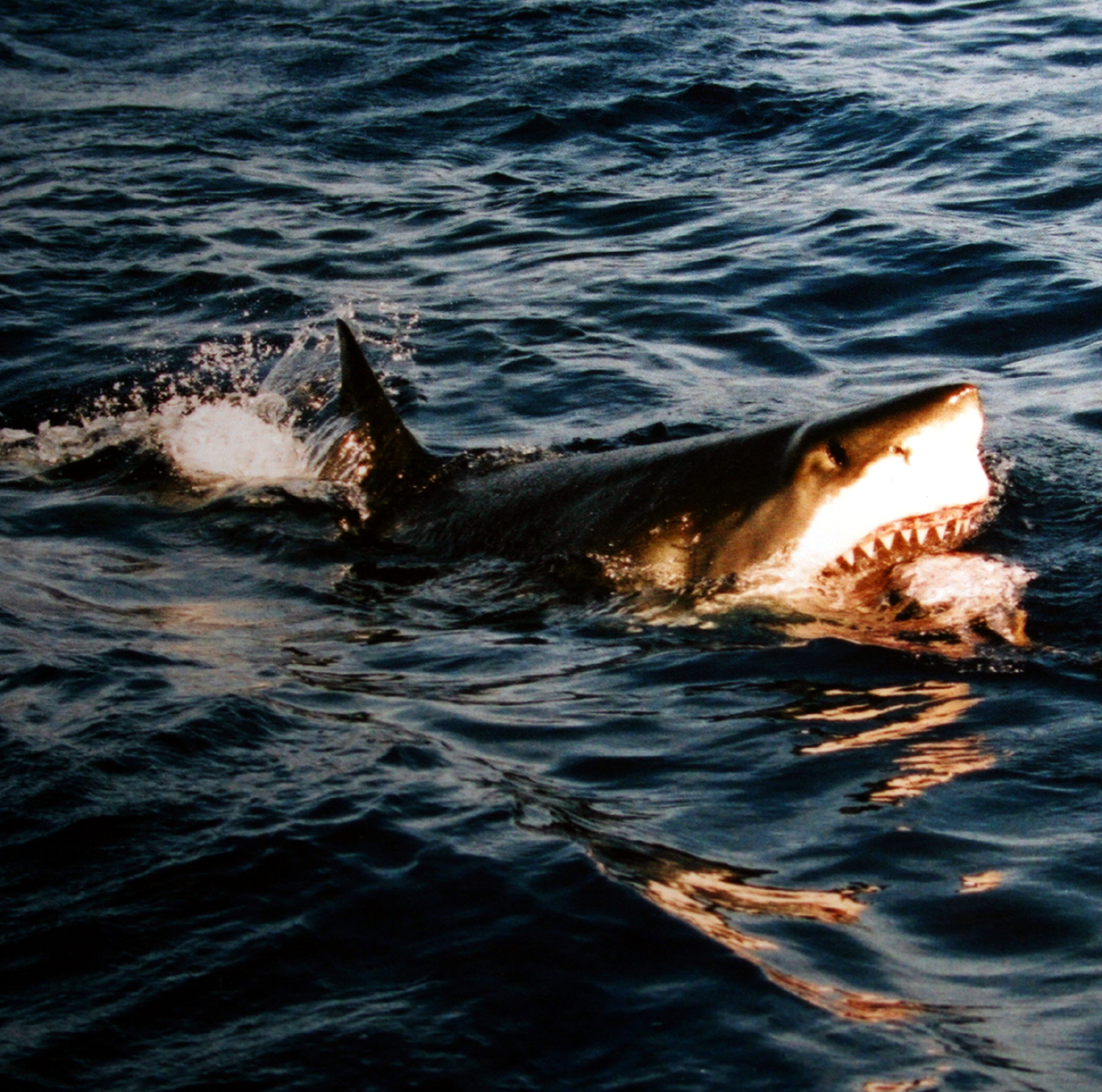
A fehér cápa számos provokálatlan támadásért felelős

Tévhit, miszerint a fehér cápa összetéveszti az embert a fülesfókákkal. A legtöbb emberre irányuló támadás általában zavaros vízben történik meg, ami megzavarhatja a cápa érzékszerveit. Úgy tűnik, hogy e cápának nem tetszik az ember íze, vagy legalábbis valami miatt furcsa az neki. A kutatások bebizonyították, hogy ez a cápa meg tudja ítélni egy harapásból, hogy az adott tárgyat érdemes-e vagy sem megtámadni. A legtöbb esetben az ember lehet túl csontos és nem szolgáltat elég tápanyagot ahhoz, hogy megérje elfogyasztani. Emiatt a zsírokban gazdag fülesfókákat és a valódi fókákat kedveli jobban, bár ki kell azt is jelenteni, hogy egy cápatámadás túlélője élete végéig viselni fogja az elszenvedett traumát.
Az ember azért is nemkívánatos zsákmány a számára, mert izmaihoz és zsiradékához képest túlságosan sok a csontja, amit a cápa nehezen tud megemészteni. Ezt a tényt az is alátámasztja, hogy a fehér cápa a legtöbb esetben békén hagyja az embert a próbakóstolgatás után. A halálesetek többsége eme próbakóstolgatás utáni elvérzésből származik, nem pedig az ember részben vagy egészben való elfogyasztásából. 1990 és 2011 között 139 provokálatlan fehér cápatámadás történt, ezekből 29 volt halálos kimenetelű.
Eme adatoktól eltérően vannak olyan kutatók, akik úgy vélik, hogy a kevés haláleset nem azért történik, mert a fehér cápa nem kedveli az ember ízét, hanem a próbakóstolás után az áldozat valamilyen módon megszabadul – vagy kiúszik ő maga, vagy valaki más menti ki. Az 1980-as években, a Kaliforniai Tudományos Akadémia (California Academy of Sciences ) tengerbiológus igazgatója, John McCosker szerint, az egyedül fürdőzőket cápatámadás esetén senki sem tudja kimenteni, emiatt nagyobb a valószínűsége a halálnak, míg a csoportban fürdőzőket a többiek kihúzhatják a partra. McCosker és Timothy C. Tricas – utóbbi a Hawaii Egyetem (University of Hawaii) egyik írója és professzora – általános mintát dolgozott ki a fehér cápa támadásáról; ebben a fehér cápa rátámad áldozatára, utána pedig kivárja, hogy az elvérezzen vagy legalább eléggé legyengüljön. Az embernek az a képessége, hogy ilyenkor pánikszerűen el akarja hagyni a vizet, esetleg a társai segítenek is ebben, zavart okoz a fehér cápának, hiszen második támadásra vagy az áldozat elfogyasztásra már így nem tud sort keríteni.
2014-ben a nyugat-ausztráliai kormány miniszterelnöke, Colin Barnett a nagy cápák likvidálása politikát vezette be. Ez az elhatározás a 2012–2013-as nyugat-ausztráliai cápatámadások következtében született, amik miatt hét ember vesztette életét. A közkedvelt fürdőző helyeken horgokkal ellátott csalikat helyeztek ki; ezek a csalik a fehér cápán kívül a bikacápát (Carcharhinus leucas) és a tigriscápát is odacsalják. A még élő, horogra akadt cápákat lelövik, és kivonszolják a nyílt tengerre. A kormány azt állítja ezzel, hogy nem ritkítja a cápákat, hanem „célzott, helybéli veszélyeket elkerülő stratégiát alkalmaz”. Barnett az ellenzéket „nevetségesnek” és „túlzónak” nevezte, és azt mondta, hogy semmi sem fogja rávenni, hogy meggondolja magát.

#### Támadásai csónakok és hajók ellen
Néhány esetben a fehér cápa csónakokra is rátámadt, sőt ha elég kicsi a csónak, akkor el is süllyesztette azt. A 20. században a Csendes-óceánban 108 feljegyzett, provokálatlan fehércápa-támadás történt; ezekből csak öt volt kajakosok ellen. Nagyon ritka esetben ez a porcos hal akár 10 méternél hosszabb hajókra is rátámad. Megtörtént, hogy a cápa nekiment a hajó végének, és a hajó szélén álló ember bebukott a vízbe. 1936-ban a Dél-afrikai Köztársaság vizeiben egy Lucky Jim nevű hajóba beugrott egy nagyméretű fehér cápa, a tengerbe lökve a legénység egyik tagját. Lehet, hogy ennek oka az, amiképp Tricas és McCosker víz alatti megfigyelései mutatták, hogy a motoros hajók keltette elektromos mezők vonzzák a cápát.

### Fehér cápák fogságban
1981 augusztusáig fogságban egyetlen fehér cápa sem élt 11 napnál tovább. Akkor a San Diegó-i SeaWorldnek (tengeri akvárium és szórakoztatópark) sikerült életben tartania egy példányt 16 napon keresztül, ezt követően sem pusztult el, hanem visszaengedték az óceánba. Az ötlet, miszerint fehér cápát kéne fogságban tartani, a floridai Orlandóban született, és az ötletet felhasználták az 1983-ban bemutatott „Cápa 3” című filmben.

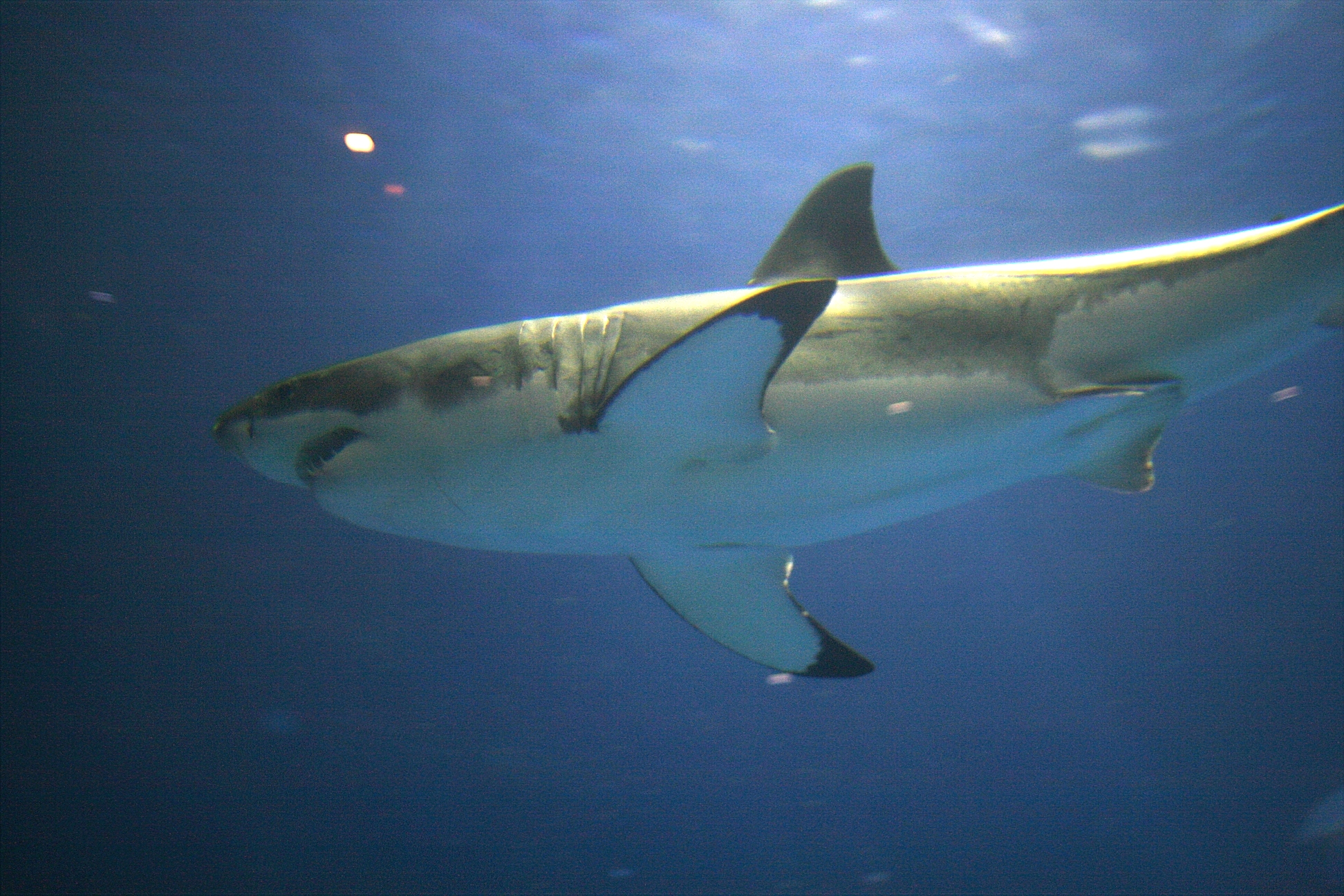
A Monterey-öböl Akvárium egy példánya

1984-ben a kaliforniai Montereybeli Monterey-öböl Akvárium röviddel a megnyitása előtt 10 napon keresztül egy fehér cápának adott otthont, amely azonban elpusztult. 2003 júliusában a montereyi kutatók elfogtak egy kisebb nőstény példányt, és Malibu vizeiben, egy hálókarámban öt napig tartották. Mielőtt szabadon engedték, sikerült nekik a fogságban táplálniuk is. 2004 szeptemberéig az akváriumnak sem sikerült hosszútávon fehér cápát mutatnia a közönségnek. A kaliforniai Ventura vizeiből az akvárium kutatói kifogtak egy fiatal nőstényt, amelyet egy 3,8 millió literes tartályba tettek. Az Outer Bay kiállítás 198 napig tartott, mígnem 2005 márciusában szabadon engedték. Szabadon eresztése után 30 napig nyomon követték. 2006. augusztus 31-én az Akvárium a Santa Monica-öbölből egy fiatal hím példányt fogott ki. Az 1,72 méteres, 47 kilogrammos halnak az első fogságban elfogyasztott tápláléka egy nagy lazac volt 2006. szeptember 8-án.  Ezt a fehér cápát 2007. január 16-án, 137 nap után engedték szabadon.
2007. augusztus 27. és 2008. február 5. között, 162 napon keresztül, a Monterey-öböl Akvárium egy harmadik fehér cápát is bemutatott; ez is egy fiatal hím volt. Megérkezésekor 1,4 méteres és 30,6 kilogrammos volt. Amikor eleresztették, 1,8 méter és 64 kilogramm volt. 2008. augusztus 27-én az Outer Bay Exhibitben egy másik fiatal nőstényt mutattak be. Az ottléte során jól úszott, azonban csak egyszer táplálkozott; 2008. szeptember 7-én jeladóval ellátva szabadon bocsátották. 2009. augusztus 12-én Malibu vizeiből egy harmadik fehér cápa nőstényt fogtak ki, melyet 2009. augusztus 26-án láthattak az érdeklődők, az Outer Bay Exhibitben. Ezt is sikeresen szabadon engedték, 2009. november 4-én. 2011. augusztus 31-én, a Monterey-öböl Akvárium az áttervezett Open Sea kiállításban egy 1,4 méteres hím fehér cápát mutatott be. Ez a példány is Malibu vizeiből származott.
Az egyik legnagyobb, fogságban tartott fehér cápát 2016-ban Japánban az Okinawa Churaumi Aquariumban mutatták be. Ez a példány 3,5 méteres hím volt, azonban háromnapi fogság után elpusztult. Talán a leghíresebb fogságban tartott fehér cápa a 2,4 méteres Sandy nevű nőstény példány volt; ezt 1980 augusztusában a San Franciscó-i California Academy of Sciences' Steinhart Aquariumban tartották. Az állatot szabadon engedték, mivel nem evett, és állandóan nekiúszott tartálya falainak.

### Fehércápa-turizmus

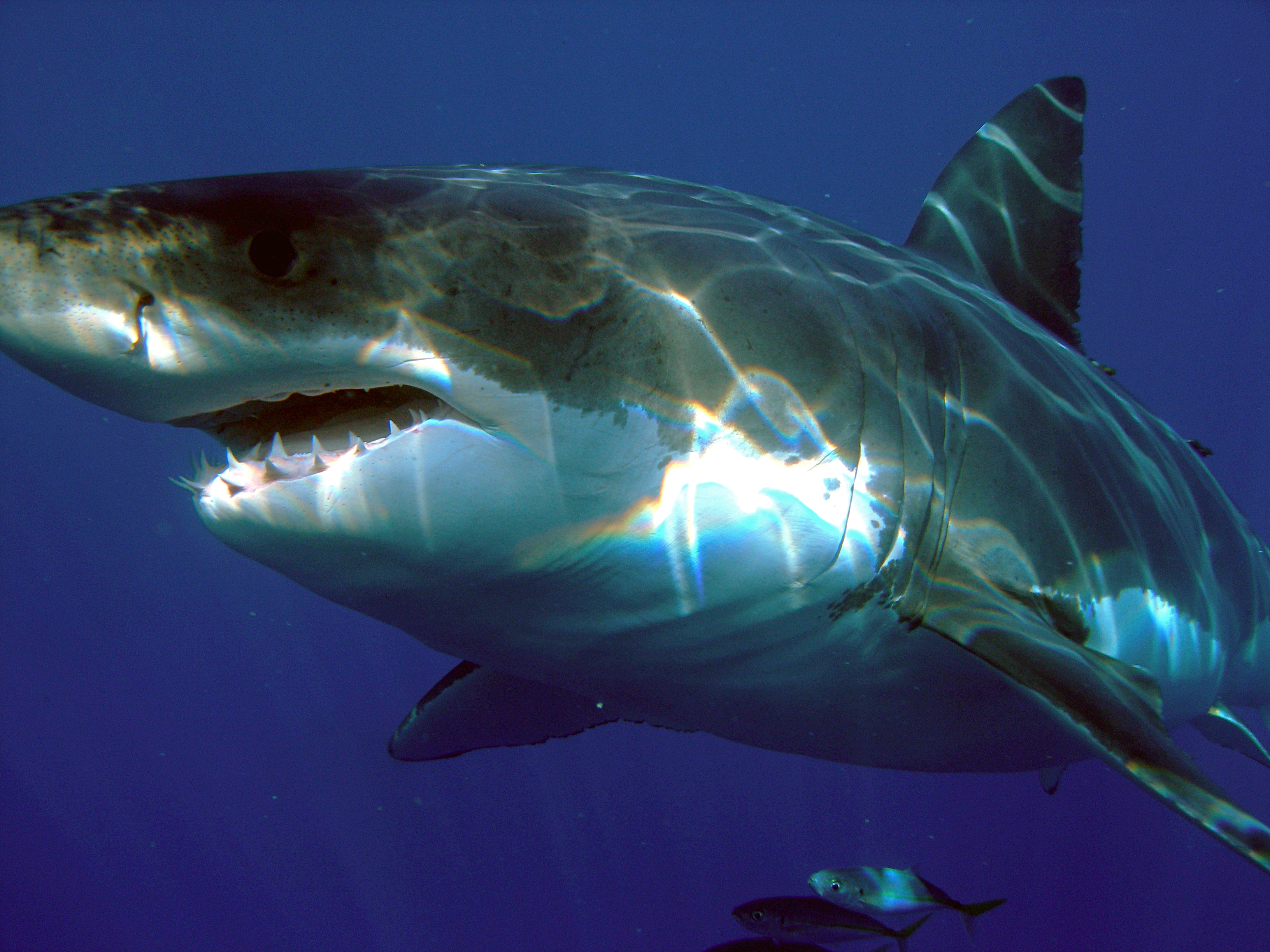
A búvárturisták ilyen…

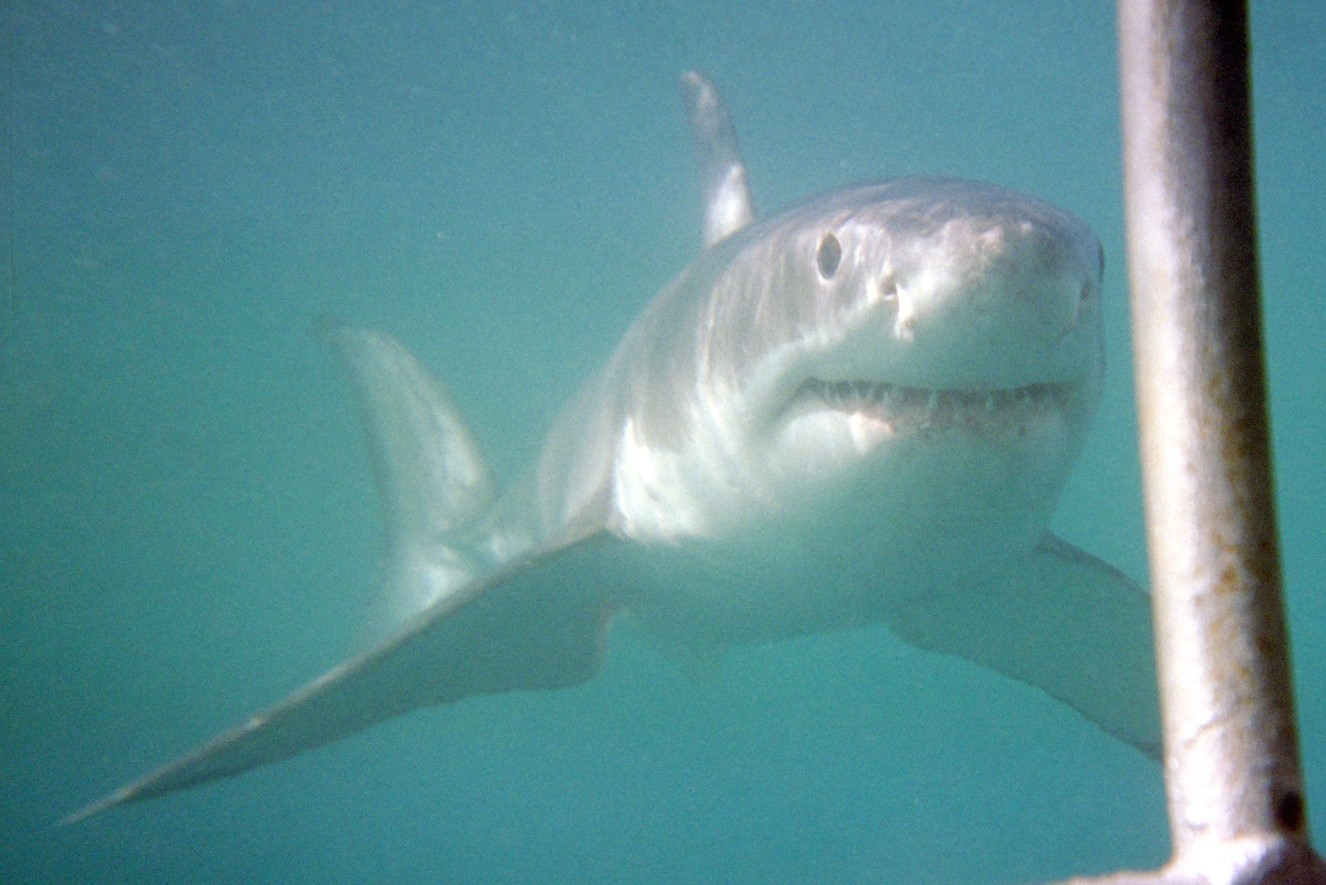
…és ilyen…

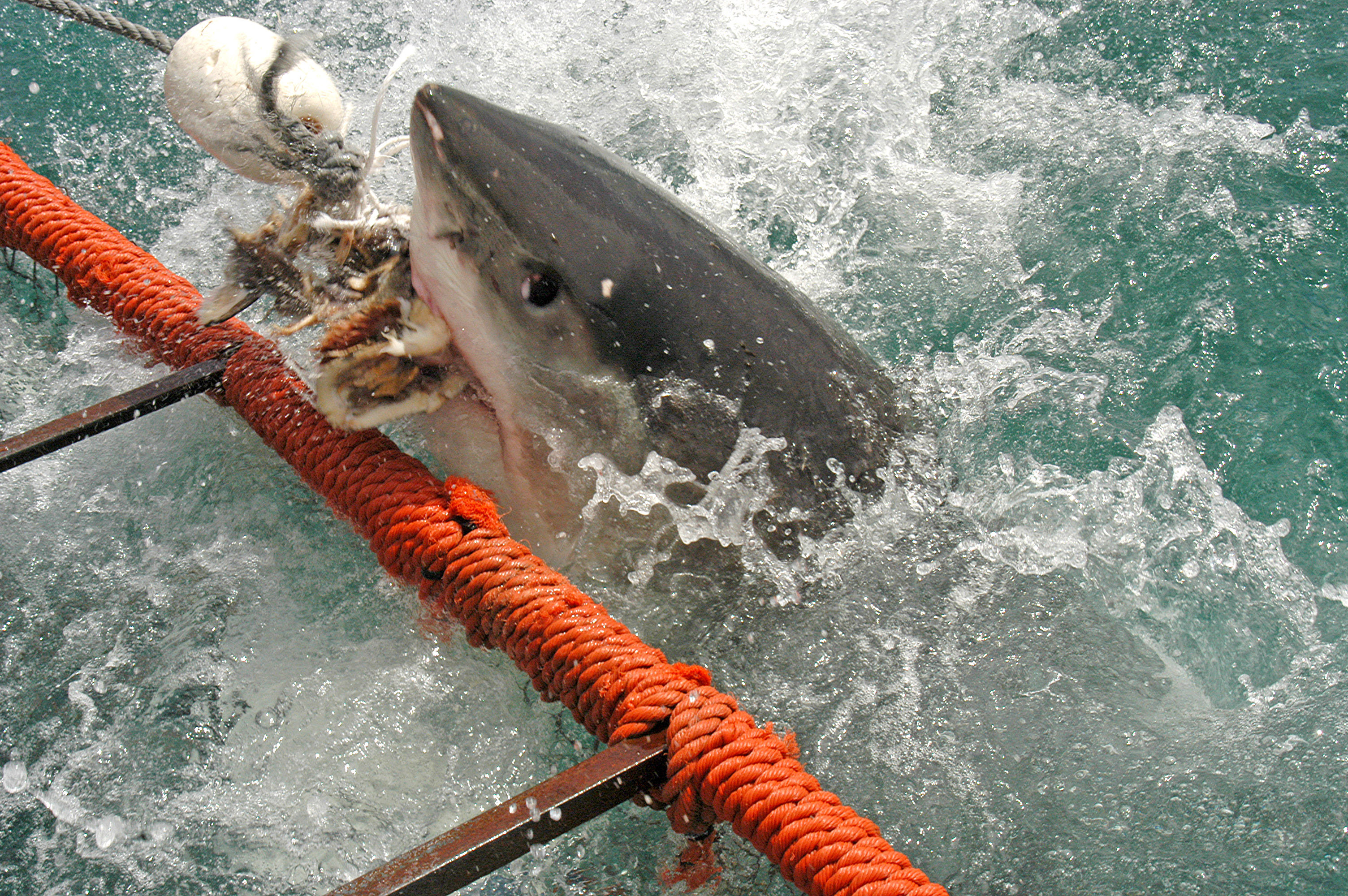
…meg ilyen látványra éheznek

Ahol rendszeresen előfordul ez a cápafaj, mint például Dél-Afrikában, a dél-ausztráliai Neptune-szigeteknél és a Kaliforniai-félsziget közelében lévő Guadalupe-szigetnél, gyakran láthatók ketrecmerülések, amelyek valamint a cápákkal történő úszás iránt robbanásszerű igény mutatkozik, és az ezzel foglalkozó turisztikai vállalkozások jól profitálnak. A cápák odacsalogatásához a turistavezetők haldarabokat dobnak és vért öntetek a vízbe. Ez hozzászoktatja a cápát az ember jelenlétéhez is, de később akár veszélyes is lehet ez a fajta barátság. Ketrecmerüléskor az eseményszervező kötélre akasztott halat lóbálhat a ketrec mellett, így a cápa esetleg nekimegy a ketrecnek is, vagy a halat a ketrec mellett húzza el azért, hogy a búvárturisták közvetlen közelében ússzon el ez a nagytestű hal.
Manapság a Guadalupe-szigetnél tilos a köteleken függő csalik használata, és itt a tisztességes rendezvényszervezők nem is alkalmaznak ilyet. Azonban Dél-Afrikában és Ausztráliában még mindig szabad ezt használni, továbbá fókákra emlékeztető, hajó vontatta csalikat is. Dél-Ausztráliában víz alatt lejátszott rockzenével is a hajóhoz csalogatják a cápákat, köztük például az AC/DC együttes Back in Black albumának számaival.
Az eseményszervező cégek azzal érvelnek, amikor őket vádolják a cápatámadásokkal, hogy a villámcsapások világszerte több embert ölnek meg, mint amennyit a cápák megharapnak. Szerintük még több kutatásra lenne szükség, mielőtt betiltanák a hajókhoz történő cápacsalogatásokat véres állati maradványok segítségével, ez a módszer megváltoztathatja ugyanis a cápa természetes viselkedését és szokásait. Az egyik kompromisszum az lehetne, hogy a csalival történő odacsalogatást kizárólag a fehér cápák vándorútvonalain tegyék, távol az ember kedvelte fürdőzőhelyektől. A tisztességes rendezvényszervezők pedig ne etessék máshol a cápákat, így aztán csak azokat a cápákat figyeljék meg, melyek természetes módon táplálkoznak. Olyan javaslatok is érkeztek, hogy az adott területek önkormányzatai az ilyen jellegű események megszervezésére csak jóváhagyott üzleti terveket készítő cégeknek adjanak működési engedélyt.
A fehércápa-turizmus egyébként létfontosságú pénzügyi segítség a faj védelmében. Nagy ára van a szuveníreknek is, például egyetlen, teljes állkapocs fogakkal akár 20 000 font sterlinget érhet. Ez az összeg csak egy csekély része annak, amit egy élő fehér cápa hozhat; a cápaturizmus hosszútávon, gazdaságilag jövedelmezőbb, mint a cápahalászat. Például a dél-afrikai Gansbaainál hat turistahajó működik, mindegyik hajó naponta 30 turistát visz a fedélzetén. A jegyár 50–150 font fejenként, így egyetlen élő fehér cápa, ami megközelíti a turistahajókat, 9–27 ezer font jövedelmet hoz naponta a szervezőknek.

## Nagytestű fehér cápák megerősítetlen észlelései
Az idők során több óriásméretű példányról is érkeztek beszámolók. Évtizedekig több ichthiológiai szakirodalom, valamint a Guinness Rekordok Könyve két példányt tartott a valaha feljegyzett legnagyobbnak. Az egyiket az 1870-es években, Ausztrália déli részén lévő Port Fairy mellett fogták ki, ezt 10,9 méteresre becsülték; míg a másikat, az 1930-as években, a kanadai Új-Brunswick vizeiből egy heringháló fogta ki, ezt 11,3 méter hosszúnak vélték. Ezek a becslések és mérések azonban nem hivatalosak, mivel nem szakértők végezték, és jóval nagyobbak, mint amiket hivatalos megfigyelésekből és mérésekből lehet tudni. A későbbi kutatások és átvizsgálások igazat adtak a halbiológusoknak. Az új-brunswicki példány óriáscápának bizonyult; a kettőnek a testalkata hasonló. Az ausztráliai cápáról az 1970-es években tudódott ki az igazság, amikor is J. E. Randall megvizsgálta az állat állkapcsát, és rájött, hogy valójában körülbelül 5 méteres lehetett. Ha ezek a téves mérések igaznak bizonyultak volna, akkor az „óriások” az igazi hosszúságú példányoknál vagy ötször lettek volna nehezebbek.
A modern időkből is származik néhány megerősítetlen beszámoló, amelyek több mint 7 méteres fehér cápáról szólnak; azonban ezeket kritikák érték. Viszont J. E. Randall elfogadhatónak tartja, hogy élhetnek 610 centiméternél is hosszabb példányok. 1987. április 1-jén az ausztráliai Kenguru-sziget közelében egy 7 méteresnél hosszabb fehér cápát fogtak ki; legalábbis ezt állítja Peter Resiley. A példány a KANGA megnevezést kapta. 1987. április 16-án Málta vizeiben Alfredo Cutajar egy másik óriást fogott ki. John Abela, aki a példánynak a MALTA megnevezést adta, körülbelül 7,13 méteresre becsülte. Azonban Cappo, aki J. E. Randall méretbecslési rendszerét alkalmazta a példány felméréséhez, a KANGA példányt csak 5,8–6,4 méteresnek találta, míg I. K. Fergusson ugyanezt a rendszert használva, a MALTA példányt 5,3–5,7 méteresre írta át. Randall felmérési rendszerét azonban megcáfolják a példányokról készült fényképek, ahol is az állatok nagyobbaknak tűnnek az átbecsült adatoknál. 1996-ban, hogy véget vessenek a vitának, egy tudóscsapat – H. F. Mollet, G. M. Cailliet, A. P. Klimley, D. A. Ebert, A. D. Testi, és L. J. V. Compagno – morfometrikus vizsgálatokat végeztek a KANGA és a MALTA példányon és a róluk készült képeken. A vizsgálatok és kutatás végén P. Resiley-nek és J. Abelának igazat adtak, az általuk becsült adatok mégis valódinak bizonyultak. 2014-ben, miközben a „Shark Week” ismeretterjesztő sorozat „Jaws Strikes Back” című részét filmezték Guadalupe közelében, egy hatalmas, 610 centiméteresre becsült nőstény példány került lencsevégre; ez a Deep Blue nevet kapta.
Deep Blue további hírnévre tett szert, amikor Mauricio Hoyas Pallida kutatóval kölcsönösen megbámulták egymást; a kutató 2015. június 11-én feltette a videót a Facebookra. Az 1980-as évek első felében, a dél-afrikai False Baynél egy rekordméretűnek vélt fehér cápa tartózkodott; becslések szerint több mint 7 méteres lehetett. A Submarine-nek nevezett óriás példány azért is lett híres, mivel – állítólag – könnyen meg lehetett közelíteni, nem bánta az ember vagy a hajók társaságát. Egyesek tagadták Submarine óriás méretét, vagy egyáltalán a létezését is. Ezzel szemben Craig Anthony Ferreira – a Dél-Afrikában jól ismert halbiológus –, aki akkortájt gyerek volt, és az ő apja, feltűnően hatalmas fehér cápáról számol be. Ennek a példánynak az igazi méretét nem lehet tudni, mivel akárhányszor ki akarták fogni, mindig sikeresen meglógott. Ferreira állítása szerint négyszer találkozott a Submarine nevű fehér cápával; az állatot részletesen leírja a „Great White Sharks On Their Best Behavior” című könyvében.
A húsevő cápák között a fehér cápa méretével talán csak a tigriscápa veheti fel a versenyt. A tigriscápa általában kisebb méretű, könnyebb és karcsúbb testfelépítésű, mint a szóban forgó porcos hal. A tigriscápa bebizonyított adatok szerint elérheti az 5,5 méteres hosszúságot és az 1524 kilogrammos testtömeget. Azonban megerősítetlen beszámolókból 7,4 méteres és 3110 kilogrammos tigriscápa is létezik. Egyéb nagytestű húsevő cápák: a grönlandi cápa (Somniosus microcephalus) és a Somniosus pacificus; mindketten megközelítik a másik két cápa hatalmas testméretét, azonban karcsúbb testfelépítésük miatt talán könnyebbek, mint a közismert fehér cápa. A cápák testtömegének a lemérését az is megnehezíti, mivel nincs közös megegyezés arról, hogy ilyenkor a cápa gyomortartalma is hozzászámítható-e vagy sem. Egyetlen harapással a fehér cápa 14 kilogrammos falást is kitép zsákmányából. Egy alkalommal akár több száz kilogramm táplálékot is képes elfogyasztani.

### Fordítás
- Ez a szócikk részben vagy egészben  a   Great white shark című angol Wikipédia-szócikk ezen változatának fordításán alapul.  Az eredeti cikk szerkesztőit annak laptörténete sorolja fel. Ez a jelzés csupán a megfogalmazás eredetét és a szerzői jogokat jelzi, nem szolgál a cikkben szereplő információk forrásmegjelöléseként.

### Hírek és internetes oldalak a témáról
- Ocean Portal: Great White Shark, "Cool Stuff", Life and Natural History, Science, Human Connections, and Educator Resources by The Smithsonian Institution, 2010
- Great White Shark: Fact File from National Geographic Society|National Geographic
- Most Complete Great White Fossil Yet by National Geographic
- Great White Shark Filmed Breaching at Night by National Geographic
- In-depth article: Shark's Super Senses from the PBS Ocean Adventures site
- Are great whites descended from mega-sharks? from LiveScience
- "Great White Sharks – The Truth" by documentary maker Carly Maple – Australian focus
- White Shark Biological Profile from Florida Museum of Natural History
- Great White Shark (Carcharodon carcharias) – Legal Status
- Leviathans may battle in remote depths from Los Angeles Times
- Article on largest Great Whites Recorded

### Fényképek és jeladóval ellátott példányok
- ARKive – Images and movies of the great white shark, Carcharodon carcharias
- Photo Gallery: Great White Sharks from National Geographic
- Pictures of great white sharks

### Videók
- Nature's Perfect Predator – Great White Shark from Discovery Channel
- White Shark Cage Dive in Gansbaai, South Africa. YouTube
- Riding a Great White[halott link] from Discovery Channel
- Wild – The Whale That Ate Jaws. YouTube (This video is about a documented interaction of an Orca with an inexperienced white shark)
- Attacking a Seal above water

### A faj tudományos leírásai a neten
- A faj szerepel a Természetvédelmi Világszövetség Vörös Listáján. IUCN. (Hozzáférés: 2017. június 20.)
- A taxon adatlapja az ITIS adatbázisában. Integrated Taxonomic Information System. (Hozzáférés: 2017. június 20.)
- Carcharodon carcharias (Linnaeus, 1758) (angol nyelven). WoRMS World Register of Marine Species. (Hozzáférés: 2017. június 20.)
- Great White Shark, Carcharodon carcharias (Linnaeus, 1758) (angol nyelven). BioLiB.cz. (Hozzáférés: 2017. június 20.)
- Carcharodon carcharias (Linnaeus, 1758) (cseh nyelven). AQUATAB. (Hozzáférés: 2017. június 20.)
- Carcharodon carcharias, Great white shark (Also: Devorador de hombres; Niuhi) (angol nyelven). Animal Diversity Web ADW. (Hozzáférés: 2017. június 20.)
- Carcharodon carcharias Linnaeus 1758 (great white shark) (angol nyelven). fossilworks.org. [2016. március 3-i dátummal az eredetiből archiválva]. (Hozzáférés: 2017. június 20.)
- Carcharodon carcharias, Great White Shark (angol nyelven). Encyclopedia of Life. (Hozzáférés: 2017. június 20.)
- Carcharodon carcharias (Animalia) (francia nyelven). CITES. (Hozzáférés: 2017. június 20.)
- Carcharodon carcharias (Linnaeus, 1758), Grand-requin blanc ( Français ) (francia nyelven). Inventaire National du Patrimoine Naturel. (Hozzáférés: 2017. június 20.)
- Weißer Hai (Carcharodon carcharias) (német nyelven). WWF-Artenlexikon. (Hozzáférés: 2017. június 20.)